# Glosar de termeni juridici
Prezentul glosar de termeni juridici conține termeni din domeniul dreptului, administrației, ordinii și siguranței publice.
De notat faptul că termenii juridici pot avea înțelesuri diferite de la o ramură de drept la alta.

## A
- abandon:

- părăsire a copiilor, a familiei etc. de către persoana care are obligația legală de întreținere sau de susținere materială;
- renunțare la un bun sau la un drept.
- abandon familial – părăsirea de către părinte sau soț a celui față de care este obligat să îl susțină material sau moral.
- abandonul minorului - părăsire a copiilor, de către persoana care are obligația legală de întreținere.

- abandonare a moștenirii - predarea tuturor bunurilor care aparțin masei succesorale, către creditorii și legatarii succesiunii făcute de către moștenitorul sub beneficiu de inventar, pe care le-a primit, el scutindu-se de plata datoriilor succesorale.[necesită citare]
- abatere – încălcare a unor dispoziții cu caracter administrativ sau disciplinar, prevăzute de legi, regulamente și care atrage anumite sancțiuni.

- abatere disciplinară - faptă prin care se nesocotește una sau mai multe obligații de serviciu.

- aberratio ictus - expresie folosită pentru a denumi una dintre cauzele care generează infracțiunea deviată (ratată).[necesită citare]
- abilitare:[necesită citare]

- împuternicirea cuiva pentru a săvârși un act juridic;
- recunoaștere (în urma unui examen) a unei anumite calificări.
- ab intestat - expresie latină care se referă la ipoteza unei persoane decedate fără a dispune de patrimoniul acesteia prin testament; în acest caz operează succesiunea legală.[necesită citare]
- ab irato - expresie latină folosită pentru a caracteriza actul comis într-un moment de mânie.[necesită citare]
- abitație:[necesită citare]

– dreptul de folosi, împreună cu familia, o casă aflată în proprietatea altei persoane;
- dezmembrare a dreptului de proprietate asupra unei case, care conferă titularului dreptul de a o folosi și a încasa chiria, fără posibilitatea de a o înstrăina.
- abjudecare - anulare, suspendare printr-o hotărâre judecătorească a unor titluri de proprietate, a unor drepturi etc.[necesită citare]
- abolire (sau aboliție) - desființare a unei instituții, a unei uzanțe, a unei stări; anulare a unei legi, a unei hotărâri; exemplu: abolirea iobăgiei în Rusia.
- abrogare – ieșire (totală sau parțială) din vigoare a unui act normativ, în urma abolirii sale (implicite sau explicite) printr-un alt act normativ de aceeași valoare sau de valoare superioară (vezi și caducitate).
- absenteism - absență îndelungată a deținătorului unei proprietăți funciare, pe care o exploatează printr-un intermediar.[necesită citare]
- absolutoriu - (act) care atestă faptul că cineva este absolvit de o datorie, de o obligație etc. sau este iertat de o vină, de o greșeală etc.[necesită citare]
- absoluțiune - iertare de pedeapsă a unui acuzat când faptul imputat nu este prevăzut de lege sau când săvârșirea lui a fost justificată; absolvire.[necesită citare]
- absolvire - scutire de pedeapsă, când faptul imputabil nu este prevăzut de lege sau când săvârșirea lui a fost justificată.[necesită citare]
- absorbție - drept al unei instanțe superioare de a lua din competența instanțelor inferioare o cauză în curs de judecare.
- absorbție de pedeapsă – aplicarea unei singure pedepse în cazul concursului de infracțiuni.[necesită citare]
- abținere - obligație a judecătorului de a se retrage de la judecarea unei cauze civile, în prezența unor motive strict determinate de lege.[necesită citare]
- abuz:

– exercitarea unui drept împotriva scopului lui economic și social.
- delict care constă în exercitarea unui drept cu rea-credință, în scop de șicană, pentru a pricinui o pagubă altei persoane sau pentru a-i întîrzia exercitarea unui drept.
- abuz sexual - întreținerea de relații sexuale (prin forțare), mai ales cu minori (abuz sexual asupra copiilor).
- abuz de încredere – însușirea de către o persoană a unui lucru acordat voluntar de către altă persoană și refuzul înapoierii acestuia.
- abuz de putere - delict care constă în obținerea de avantaje, intimidare, influențarea unor hotărâri de către cineva care se folosește de funcția pe care o deține.
- abuz în serviciu – fapta funcționarului public care, în exercițiul atribuțiilor sale de serviciu, cu știință, nu îndeplinește un act ori îl îndeplinește în mod defectuos și prin aceasta cauzează o vătămare intereselor legale ale unei persoane.

- acceptant - (parte) care acceptă oferta de a încheia un contract, o convenție.[necesită citare]
- acceptare – manifestare a voinței de a dobândi un anumit drept, ofertă ori de a primi o succesiune sau o ofertă de încheiere a unui contract.[necesită citare]
- accesiune - mod de dobândire a proprietății, care rezultă din alipirea naturală (sau prin acțiunea cuiva) a unui bun la un alt bun, mai important.[necesită citare]
- acces ilegal la un sistem informatic - infracțiune care se referă la intrarea sau pătrunderea neautorizată într-o rețea sau dispozitiv care stochează, prelucrează sau transmite date informatice și care poate implica exploatarea vulnerabilităților, spargerea parolelor⁠(d) sau folosirea altor metode pentru a obține acces fără permisiune la datele sau resursele dintr-un sistem informatic.[necesită citare]
- acces la documente administrative (libertate de ~, drept de ~) – dreptul acordat oricărui cetățean, într-o societate democratică, în numele transparenței necesare administrației, la a putea consulta orice document public sau administrativ, nesupus normelor secretului.[necesită citare]
- acces liber la justiție - dreptul unei persoane de a se adresa în mod efectiv instanțelor judiciare competente, împotriva actelor care violează drepturile ce îi sunt recunoscute prin Constituție sau prin lege.[necesită citare]
- accesoriu - (despre drepturi, cereri etc.) care este secundar în raport cu alt drept sau cu altă cerere, dar legat de acestea și supunându-se ca atare unor condiții de fond și de procedură comune.[necesită citare]
- accident de muncă – vătămarea sănătății sau decesul unui angajat provocate prin acțiunea, de obicei neprevăzută a unei cauze exterioare victimei, în cadrul procesului de muncă sau în legătură cu acesta.
- achiesare:[necesită citare]

- recunoașterea de către un acuzat a pretențiilor dintr-o acțiune de justiție;
- acceptarea executării unei hotărâri judecătorești de bunăvoie, fără a fi necesară declanșarea procedurii de executare silită.
- achitare:[necesită citare]

– declarare, prin hotărâre judecătorească, că persoana trimisă în judecată este nevinovată;
- plătirea, îndeplinirea unei datorii (morale), a unei obligații etc.
- acord – înțelegere între două părți (persoane fizice, juridice, state) la încheierea unui act.[necesită citare]

- acord de recunoaștere a vinovăției⁠(d) - act încheiat între procuror și inculpat, care reprezintă înțelegerea stabilită cu privire la fapta care face obiectul dosarului penal și soluția care se impune, în care caz inculpatul va beneficia de o reducere a pedepsei; vezi și nolo contendere⁠(d).

- acreditare – procedura prin care o instituție autorizată evaluează și recunoaște formal un program de certificare, în conformitate cu standardele instituției respective.[necesită citare]
- acrescământ – drept prin efectul căruia partea unui moștenitor sau legatar crește de pe urma faptului că unul sau mai mulți dintre comoștenitori nu vin la succesiune sau renunță la aceasta.[necesită citare]
- act:

- document eliberat de o autoritate, prin care se atestă un fapt, o obligație, un drept, o învoială, identitatea cuiva etc; decizie a unei autorități cuprinsă în acest document;
- rezultat al unei activități conștiente sau instinctive individuale care are un scop sau tinde către realizarea unui scop.
- act adițional - convenție încheiată între două părți contractante prin care se modifică, se restrânge sau se completează un contract preexistent.
- act administrativ – act emanând de la organele administrative și care are efecte juridice.
- act bilateral - act juridic rezultat din voința a două persoane.
- act consensual - act juridic care nu necesită nicio formalitate deosebită și se încheie prin simpla manifestare de voință a părților.
- act constitutiv - act juridic care creează drepturi noi sau le modifică pe cele anterioare.
- act cu titlu oneros - act juridic prin care o persoană se obligă să execute o prestație fără a urmări să primească ceva în schimb.
- act de acuzare - concluzie scrisă întocmită de organele judiciare asupra anchetării unei cauze penale, servind ca bază la dezbaterile unui proces.
- act de identitate – document care face dovada identității, a adresei de domiciliu și a adresei de reședință a titularului (sinonime: buletin de identitate, carte de identitate).
- act de notorietate - înscris întocmit în fața unui organ de stat (judecătoresc sau administrativ), prin care două sau mai multe persoane atestă fapte în general cunoscute.
- act de procedură – act efectuat, în cadrul procesului, de către un organ de urmărire penală sau de jurisdicție, în cadrul desfășurării unui proces.
- act de stare civilă - Este un înscris autentic prin care se dovedește nașterea, căsătoria sau decesul unei persoane. Acestea se întocmesc în interesul statului și al persoanei de către ofițerii de stare civilă și servesc la cunoașterea numărului și structurii populației, a situației demografice, la apărarea drepturilor și libertăților fundamentale ale cetățenilor.
- act de vânzare-cumpărare - document legal care oficializează transferul dreptului de proprietate asupra unui bun (mobil sau imobil) de la vânzător la cumpărător, în schimbul unui preț convenit.
- act juridic

- manifestare a unei persoane cu scopul de a crea, de a modifica, de a transmite sau de a stinge drepturi și obligații;
- înscrisul întocmit de părți pentru a constata actul juridic încheiat.
- act legislativ - document scris adoptat de către o adunare legislativă, cum ar fi un parlament sau un organism legislativ, prin care se stabilesc reguli, norme și legi aplicabile într-o țară sau jurisdicție.
- act normativ - act prin care se stabilesc dispoziții generale obligatorii. Cel mai cunoscut act normativ este legea.
- act notarial – act prin care mai multe persoane atestă, în fața notarului, existența unui fapt.
- act procedural - acțiune sau document emis în cadrul unui proces judiciar, fie de către părți (reclamant, pârât), fie de către instanță sau alte autorități implicate în proces; este un instrument prin care se derulează procesul, asigurând respectarea regulilor de procedură și contribuind la soluționarea litigiului.
- act terorist – infracțiune care constă în săvârșirea, din motive politice, a unor acte împotriva vieții, integrității corporale a oamenilor de stat, a persoanelor care desfășoară o activitate politică.
- act unilateral - act juridic care rezultă din voința unei singure persoane.

- acta - colecție de documente, registre etc. privitoare la o anumită instituție, persoană sau problemă.[necesită citare]
- acte cu caracter obscen - manifestare publică indecentă sau cu caracter sexual explicit și care aduce ofensă la pudoare.[necesită citare]
- activ – totalitatea bunurilor aparținând unei persoane fizice sau juridice.[necesită citare]

- activism judiciar - termen care se referă la hotărârile judecătorești care sunt suspectate că se bazează pe opinia personală, și nu pe legea existentă.

- acționare - introducere a unei acțiuni în justiție.[necesită citare]
- acțiune în justiție – cerere adresată unei instanțe judecătorești prin care se solicită constatarea sau realizarea unui drept.[necesită citare]
- acțiune civilă - instrumentul juridic prin intermediul căruia, o persoană care a suferit un prejudiciu în urma săvârșirii unei infracțiuni de către o altă persoană, solicită repararea acestuia în cadrul procesului penal declanșat ca urmare a constatării infracțiunii respective.
- acțiune penală - vezi proces penal.[necesită citare]
- acuzare – învinuire adusă unei persoane (acuzat) că ar fi săvârșit o infracțiune.[necesită citare]
- acuzat - persoană care este învinuită (în justiție) de ceva, contra căreia s-a introdus o acțiune în justiție; sinonime: inculpat, învinuit, pârât, reclamat.[necesită citare]
- acuzator public – persoană însărcinată (în împrejurări excepționale) cu urmărirea, trimiterea în judecată și susținerea învinuirii în fața instanței în anumite cauze penale.[necesită citare]
- adempțiune - luare în posesie sau acceptare a unui beneficiu.[necesită citare]
- adevăr juridic - adevărul recunoscut de către sistemul juridic al unei țări, în contextul unui anumit proces sau al unei spețe.[necesită citare]
- adeverință - dovadă scrisă prin care se recunoaște un drept sau un fapt; chitanță, recipisă.[necesită citare]
- ad-hoc - termen latin care caracterizează o instituție, o funcție creată în vederea îndeplinirii unei sarcini speciale și, în general, temporare.
- adjudecare – (despre bunuri, servicii, lucrări etc) atribuire în proprietate a unui bun, scos în vânzare prin licitație publică, eventual printr-o hotărâre judecătorească.[necesită citare]
- administrare – totalitatea operațiilor privitoare la gospodărirea și la controlul bunurilor încredințate unei instituții, organizații economice, unei persoane etc.[necesită citare]

- administrare a probelor - etapa în care probele sunt aduse, prezentate și verificate în fața instanței în cadrul unui proces juridic; este esențială pentru stabilirea adevărului și pentru fundamentarea deciziei judecătorului.

- administrator – persoană care administrează sau gospodărește un bun.[necesită citare]
- administrație:[necesită citare]

– conducere, gospodărire a unei instituții, organizații;
- totalitatea organelor administrative (executive și de dispoziție) ale unui stat, instituție sau societate comercială.
- administrație de stat:[necesită citare]

– formă de activitate a statului care constă în realizarea funcțiunilor acestuia pe baza și în aplicarea dispozițiilor legale;
– totalitatea organelor de stat care îndeplinesc activitatea executivă și de dispoziție.
- admitere:[necesită citare]

- înscriere, primire la un examen sau într-un post, într-un loc (în urma unui examen);
- acceptare, primire a unui solicitant, a unui petiționar.
- admonestare - document oficial care conține o mustrare adresată cuiva.[necesită citare]
- admonițiune - cercetare efectuată de un judecător.[necesită citare]
- adoptarea legilor – dezbaterea și votarea de către organele legislative a proiectelor de lege.[necesită citare]
- adulter - fapta unei persoane căsătorite care întreține relații sexuale în afara căsătoriei.
- adunare legislativă - întrunire formală a reprezentanților aleși (Parlament, Congres, Adunare Națională, Adunare Generală etc., în funcție de sistemul politic) în scopul de a discuta, dezbate și adopta legi sau alte acte legislative.[necesită citare]
- aferent - (proprietate, parte etc.) care se cuvine sau revine cuiva.[necesită citare]
- afidavit - (în dreptul anglo-saxon) declarație unilaterală scrisă sau orală dată sub jurământ în fața unui notar, a unui șerif etc.[necesită citare]
- afinitate – legătura juridică între un soț și rudele celuilalt soț (sinonim: alianță).
- aflictiv - (despre pedepse) care răpește unui condamnat libertatea sau viața.[necesită citare]
- a fortiori - expresie din latină care are semnificația "cu siguranță" sau "pentru acest motiv".[necesită citare]
- agnat - rudă în linie paternă. [necesită citare]
- agnațiune - legătură de rudenie civilă, în opoziție cu înrudirea naturală (cognațiune).[necesită citare]
- agresiune - atac brutal neprovocat, cu scopul de a produce vătămări, suprimarea vieții cuiva sau distrugerea, degradarea bunurilor etc.; jignire, injurie adusă cuiva.[necesită citare]
- alegare - invocare a unui argument în sprijinul unei idei sau ca justificare a unei acțiuni.[necesită citare]
- alianță – vezi: afinitate.[necesită citare]
- alibi – dovadă de nevinovăție rezultată din constatarea că, în momentul comiterii infracțiunii, cel în cauză se afla în altă parte.
- alienare – înstrăinare a unui bun, a unui drept etc. prin vânzare, cesiune; alienație.
- alineat - pasaj în articolele de legi.[necesită citare]
- amanet - vezi gaj.[necesită citare]
- amendament - text propus spre a fi introdus într un proiect de act (tratat, rezoluție, cartă, statut, regulament etc.) cu scopul de a preciza, completa sau modifica una sau mai multe din prevederile inițiale.[necesită citare]
- amendă - sancțiune pecuniară aplicată unei persoane (fizice sau juridice) pentru încălcarea legilor sau a reglementărilor legale; reprezintă o măsură coercitivă prin care se urmărește descurajarea comportamentului ilegal și restabilirea ordinii juridice.

- amendă penală - pedeapsă aplicată în cadrul unui proces penal pentru săvârșirea unei infracțiuni și care poate fi aplicată fie ca pedeapsă principală, fie ca pedeapsă complementară.

- amenințare - infracțiune care constă în alarmarea unei persoane prin manifestarea intenției de a sâvârși față de aceasta sau față de o rudă apropiată o faptă infracțională.[necesită citare]
- amiabil - (despre rezolvarea unor litigii, neînțelegeri) care se produce în urma unor negocieri; exemplu: rezolvarea amiabilă a unui conflict de muncă.[necesită citare]
- amnistie - lege prin care se înlătură răspunderea penală pentru o infracțiune săvârșită, anulându-se sau oprindu-se efectele sentinței; efectul juridic al unei astfel de legi; vezi și grațiere.
- amovibil - (despre funcționari publici) care poate fi mutat, revocat, înlocuit.[necesită citare]
- amprentare - luare a amprentelor unei persoane, mai ales în cursul unei cercetări penale.[necesită citare]
- amprentă (digitală) - urmă (luată prin diferite procedee) a desenului liniilor epidermice pe care le prezintă suprafața pielii de pe ultima falangă a degetelor de la mâini (la om) sau de pe bot (la animale).
- analogie - metodă de soluționare a unui caz neprevăzut de lege, dar asemănător cu unul anterior.[necesită citare]
- anchetă - cercetare (la fața locului) dispusă sau efectuată de o autoritate publică pentru a stabili ceva, prin interogări, prin ascultare de martori, prin adminstrare probe etc.
- angajat - persoană încadrată într-un loc de muncă (vezi și salariat).[necesită citare]
- antecedent (penal) - fapt penal existent în trecutul unui inculpat (de care instanța judecătorească ține seama la stabilirea pedepsei).[necesită citare]
- antigraf - copie scrisă de mână de pe un original.[necesită citare]
- antihreză:[necesită citare]

- cedarea către creditor a venitului unui bun imobil aparținând debitorului;
- contract prin care debitorul sau un terț încredințează creditorului, drept garanție a creditului, un bun imobil ale cărui venituri servesc pentru plata dobânzilor și a creditului.
- antropologie criminală - ramură a antropologiei care are ca obiect studiul biologic al infractorilor.[necesită citare]
- antropometrie judiciară - metodă de identificare a criminalilor, bazată pe studiul dimensiunilor corpului uman, al formei acestuia și al amprentelor (digitale).[necesită citare]
- anulabilitate - posibilitate a unui act, a unui document etc. de a fi anulat.[necesită citare]
- anulare:[necesită citare]

- sancțiune civilă constând în suprimarea retroactivă, de regulă, a efectelor unui act juridic încheiat în condițiile nerespectării dispozițiilor legale; nulitate relativă; anulație;
- desființare a unui act ilegal al administrației de stat de către organul ierarhic superior.
- aparat - totalitatea serviciilor și a persoanelor dintr-o instituție.
- aparat polițienesc - ansamblul forțelor de poliție dintr-o țară.[necesită citare]
- aparținător - persoană fizică sau juridică) care este proprietarul unui bun mobil sau imobil, al unui contract, al unei tutele etc.[necesită citare]
- apărare:[necesită citare]

- susținere a unei cauze în fața justiției; sinonim: pledoarie; vezi și legitimă apărare;
- parte într-un proces care apără cauza cuiva.
- apărător - persoană care asistă, reprezintă și apără cauza cuiva în fața justiției.[necesită citare]
- apărător al drepturilor omului -  persoană sau o organizație care se implică activ în protejarea și promovarea drepturilor fundamentale ale omului în fața abuzurilor, discriminării sau încălcărilor acestor drepturi.
- apel:

- cale de atac prin care se obține rejudecarea în fond a unui proces de către instanța de fond imediat superioară aceleia care a pronunțat hotărârea atacată; vezi și declarare a apelului;
- adresare la jurisdicția imediat superioară, spre a schimba sau anula o sentință dată de prima instanță (vezi și curte de apel).
- apelant - persoană care face apel împotriva unei sentințe judecătorești.[necesită citare]
- apostil(ă) - rezoluție scrisă pe o cerere, pe un raport sau pe un alt act oficial; semnătură pusă pe un asemenea act.[necesită citare]
- aprobare - act (verbal sau scris) prin care se rezolvă în mod favorabil (și oficial) o cerere, un deviz.[necesită citare]
- aprod - angajat care păzește sălile și introduce publicul în unele instituții (mai ales în sălile de ședințe ale tribunalelor).[necesită citare]
- apropriere - acțiunea de a(-și) însuși lucruri, bunuri etc; atribuire, însușire.[necesită citare]
- arbitraj - soluționare a unui litigiu, a unui diferend de către o persoană (arbitru) sau de către o instituție autorizată.
- arbitraj de stat - organ de stat cu sarcini de soluționare a litigiilor patrimoniale dintre (sau cu) organizațiile de stat.[necesită citare]
- arbitru - judecător ales de părțile împricinate pentru a rezolva un litigiu; instanță aleasă pentru a rezolva un litigiu; expert numit de tribunal și însărcinat să-și dea părerea într-o afacere.
- arest:[necesită citare]

- deținere (din ordinul unei autorități) sub pază legală a unei persoane (care comite sau care este bănuită că a comis o infracțiune); arestare, detenție, întemnițare;
- loc unde sînt ținuți cei arestați; închisoare, temniță.
- arest la domiciliu - măsură preventivă prin care o persoană acuzată sau condamnată pentru o infracțiune este obligată să rămână în locuința sa pe o perioadă determinată, atunci când se consideră că nu este necesară detenția într-un centru de arest, fiind restricționată în libertatea de mișcare.
- arest preventiv - măsură preventivă restrictivă în dreptul penal, prin care o persoană suspectată sau acuzată de comiterea unei infracțiuni este privată de libertate pentru o perioadă determinată, înainte de pronunțarea unei hotărâri definitive.

- arie cu acces interzis - teren proprietate privată în care nu este permis accesul persoanelor străine.[necesită citare]
- arogare - atribuire abuzivă a unui drept, a unei calități.[necesită citare]
- articol - diviziune într-un act normativ sau document oficial, marcată de obicei printr-un număr de ordine sau printr-o literă.[necesită citare]
- articulare - argumentare bazată pe articole de lege.[necesită citare]
- asasin - persoană care omoară (premeditat) pe cineva; criminal, ucigaș.
- ascendenți - rude în linie directă, care fac parte dintr-o generație anterioară.[necesită citare]
- asesor:[necesită citare]

- membru unui complet de judecată, în afară de președinte.
- persoană aleasă, pe timp limitat, pentru a participa la judecarea unor procese penale sau civile;
- asistent al unui judecător (în diferite sisteme judiciare).
- asesor popular - (în comunism) membru al completului de judecată, ales pe o perioadă determinată, cu rol consultativ în elaborarea unei hotărâri judecătorești.[necesită citare]
- asignare - chemare în justiție.[necesită citare]
- asistență juridică - ajutor competent, de specialitate, acordat unei persoane pentru a-și susține drepturile în fața justiției.[necesită citare]
- asociație - grupare de persoane (fizice sau juridice) organizată pe baza unui statut în vederea realizării unui scop comun (științific, cultural, artistic, sportiv).[necesită citare]
- asociație non-profit - entitate a cărui scop nu este obținerea de beneficii economice; altă denumire: organizație fără scop lucrativ.
- aspecte de fond - elemente care se referă la problemele esențiale ale litigiului, adică la drepturile și obligațiile părților implicate și care conțin substanța disputei, cum ar fi: examinarea drepturilor și intereselor, stabilirea faptelor, aplicarea normelor de drept material.[necesită citare]
- aspecte de procedură - regulile și formalitățile care guvernează desfășurarea procesului și care privesc modul în care procesul este organizat și gestionat de instanță, asigurând respectarea unor standarde de echitate și legalitate: respectarea termenelor, respectarea normelor de competență, admisibilitatea probelor, legalitatea actelor de procedură.[necesită citare]
- atentat - faptă, acțiune violentă, criminală îndreptată contra vieții și integrității corporale a unei persoane (sau contra unei colectivități), în special contra unui șef de stat sau de guvern.
- atestat:[necesită citare]

- act (oficial) prin care se atestă un titlu, un premiu, o demnitate;
- pentru care s-a depus mărturie;
- (despre cuvinte) care este prezent într-un text.
- audient - (persoană) care audiază un martor la un proces.[necesită citare]
- audiență:[necesită citare]

- întrevedere (oficială) acordată (la cerere) cuiva de către o persoană care deține o funcție de răspundere;
- ședință publică a tribunalului în care sînt ascultate părțile și pledoariile și în care este pronunțată sentința.
- audiere - ascultare a unui martor, a depoziției acestuia (în legătură cu fapte care pot duce la lămurirea unui proces, a unei anchete, a unei situații conflictuale etc).[necesită citare]
- audit - controlul autorizat, efectuat de un expert (auditor), în scopul de a emite o opinie independentă, pe baza unor documentații și care stabilește criterii de calitate.[necesită citare]
- au pair - persoană care locuiește în condiții de egalitate cu o familie dintr-o țară străină, pe care o ajută la îngrijirea copiilor și/sau treburi domestice.[necesită citare]
- autentic:[necesită citare]

- care este conform cu realitatea, cu adevărul, care nu poate fi pus la îndoială sau contestat;
- (despre acte) care este întocmit cu respectarea formelor legale.
- autentificare:[necesită citare]

- procedură legală prin care un document sau un act juridic este validat și confirmat ca fiind autentic și conform legii de către o autoritate competentă, de obicei un notar public sau alt organ abilitat, dobândind o forță probantă sporită, fiind recunoscut oficial în fața autorităților și instanțelor de judecată.
- totalitate a ștampilelor, peceților și mențiunilor scrise care dau unui act caracterul de autenticitate.
- autentificat - (despre acte) care este întărit, învestit cu formele legate; legalizat.[necesită citare]
- autoabrogare - abrogare a unei legi la termenul fixat în prevederile ei.[necesită citare]
- autocertificare - declarare pe propria răspundere a unor detalii personale ca data și locul nașterii, domiciliul etc, semnată de declarant, care înlocuiește un certificat eliberat de o instituție publică.[necesită citare]
- autograf - act, text scris de mâna autorului; olograf.[necesită citare]
- autohton - persoană care s-a născut și a trăit pe teritoriul unde locuiește.[necesită citare]
- autor - persoană care face, care produce sau comite ceva (eventual o infracțiune); făptaș.[necesită citare]
- autorecuzare - modalitatea prin care persoana incompatibilă se abține să participe în procesul penal, dacă se află într-unul din cazurile de incompatibilitate prevăzute de lege.[necesită citare]
- autoritate[necesită citare]

- drept, putere de a comanda, de a da dispoziții;
- organ al puterii de stat.
- autoritate competentă - persoană sau o organizație care are puterea, capacitatea sau autoritatea delegată legal pentru a îndeplini anumite funcții sau sarcini specifice.
- autoritate judiciară - instituție sau o persoană cu atribuții legale în cadrul sistemului de justiție, responsabilă de aplicarea și interpretarea legii, desfășurarea proceselor judiciare și asigurarea respectării drepturilor și obligațiilor juridice; exemple: instanțele de judecată, judecătorii, procurorii, organele de cercetare penală (poliția judiciară).

- autorizare:[necesită citare]

- împuternicire, învestire cu o autoritate (publică), delegare;
- încuviințare printr-un act al administrației de stat înființarea, ca persoană juridică, a unei organizații de interes public, a unei societăți comerciale etc.
- autorizație:[necesită citare]

- permisiune, încuviințare sau împuternicire (oficială) pentru exercitarea unui drept sau pentru realizarea unei acțiuni;
- document oficial prin care se acordă cuiva un drept sau o împuternicire, se dovedește autorizarea etc.
- autor moral - persoană care influențează pe o alta la săvîrșirea unei acțiuni.[necesită citare]
- autosesizare - (despre parchet, organe de control, instituții etc) inițiere a unei acțiuni de control, anchetă, autosesizare din oficiu, cercetând situații semnalate în presă, sau de către structuri, persoane etc.[necesită citare]
- avenant - act scris care constată modificările aduse clauzelor inițiale ale unui contract sau tratat.[necesită citare]
- avertisment - înștiințare din partea unei autorități sau a unui superior prin care se atrage atenția cuiva asupra unei greșeli.[necesită citare]
- avertizor public - persoană care face în interes public, cu bună credință o sesizare cu privire la orice faptă care presupune o încălcare a legii, a deontologiei profesionale sau a principiilor bunei administrări, a eficienței, eficacității, economicității și transparenței.[necesită citare]
- aviz:[necesită citare]

- document prin care se face o înștiințare (publică) cu caracter oficial;
- scrisoare prin care un comerciant înștiințează pe cineva despre un act de comerț;
- punct de vedere (favorabil), comunicat în scris de către un organ competent, asupra unor probleme cu privire la care, potrivit legii, a fost consultat sau i s-a cerut acordul de către un alt organ.
- aviz consultativ - opinie pe care organul care adoptă sau emite un act administrativ de autoritate este obligat, potrivit legii, să le solicite altor organe ale administrației publice sau unor organisme de specialitate, dar nu este obligat să țină seama de conținutul acestora.

- avocat:

- persoană care are profesiunea de a acorda asistență juridică;
- persoană căreia i se dă dreptul de a apăra interesele sau de a reprezenta afacerile cuiva într-o instanță judecătorească.
- avocat din oficiu - avocat numit de judecător în cazul în care inculpatul nu are posibilitatea de a-și plăti un avocat.[necesită citare]
- avocat pledant - avocat care este autorizat să pledeze, să susțină o cauză a uneia dintre părțile implicate în proces în fața unei instanțe judecătorești (în schimbul unui onorariu).[necesită citare]
- avocat public - reprezentant al ministerului public în fața unei instanțe.[necesită citare]
- avocatul diavolului - persoană care argumentează împotriva unei poziții general acceptate sau susține un punct de vedere contrar pentru a testa validitatea argumentelor și a scoate în evidență eventualele puncte slabe și aceasta pentru a stimula o dezbatere mai profundă și mai riguroasă și de a asigura că toate aspectele unei probleme sunt bine analizate.
- Avocatul Poporului - persoană însărcinată să-i apere pe cetățeni de abuzurile de putere ale administrației.
- avulsiune - smulgere de către ape a unei porțiuni de mal din pământul unui proprietar și alipirea acesteia la pământul altui proprietar riveran.[necesită citare]
- avut obștesc - totalitatea bunurilor aflate în proprietatea statului, a organizațiilor obștești etc.[necesită citare]

## B
- banca acuzaților - locurile dintr-o sală de tribunal ocupate de acuzați.
- banca apărării - locurile dintr-o sală de tribunal destinate avocaților care apără pe acuzați.
- bară

- barieră care desparte pe judecători de avocați și de împricinați;
- locul din instanță unde pledează avocații.
- barou – organizație profesională a avocaților (vezi și colegiu de avocați).
- bănuială legitimă - situație când o parte din proces presupune că un judecător sau completul nu sunt imparțiali și doresc recuzarea acestora sau mutarea dosarului la o altă instanță.
- bănuit – persoană presupusă că ar fi comis o infracțiune, dar nu există date suficiente pentru a fi pusă sub învinuire.
- beneficiar:

– persoană fizică sau juridică care a dobândit un drept de a i se furniza un serviciu sau un produs, în virtutea unui contract sau a unei înțelegeri;
– persoană în favoarea căreia s-a emis o cambie.
- beneficiu de inventar -  dreptul pe care îl are un moștenitor de a nu-și lua răspunderea pentru datoriile unei succesiuni decît în limita averii moștenite.
- bertillonaj - sistem de identificare a criminalilor, bazat pe măsurători antropometrice.
- bigamie – infracțiune care constă în încheierea unei noi căsătorii de către o persoană care este căsătorită legal.
- bilateral - (despre contracte, convenții) care angajează reciproc cele două părți contractante; bipartit.
- bipartit - vezi bilateral.
- birocratism:

- interpretare și aplicare formalistă, cu complicații inutile, a legilor, a dispozițiilor în rezolvarea problemelor administrative, organizatorice etc; birocrație, funcționarism;
- sistem de conducere propriu statelor care utilizează un aparat birocratic (administrativ, polițienesc, militar) foarte numeros, în scopul impunerii prin forță a dominației minorității asupra majorității.
- birou:

- instituție, serviciu public unde lucrează funcționari, specialiști etc.; prin extensie: funcționarii unei astfel de instituții;
- grup de membri ai unei adunări însărcinat să conducă o adunare, o organizație.
- blamarea victimei - tendința de a considera victima unei infracțiuni ca fiind în întregime sau parțial responsabilă pentru trauma suferită.
- boală profesională – boală care se contactează în procesul de muncă, sub influența, de obicei de durată, a unor factori vătămători, specifici profesiei.
- boxă – compartiment dintr-o sală la tribunal, amenajată special, unde stau acuzații în cursul unui proces (boxa acuzaților).
- braconaj - delict comis de cel care practică vânatul sau pescuitul ilegal.
- brățară de monitorizare - dispozitiv electronic folosit pentru supravegherea persoanelor aflate sub anumite măsuri judiciare, cum ar fi arestul la domiciliu, controlul judiciar sau eliberarea condiționată și care permite autorităților să monitorizeze în timp real locația persoanei și să se asigure că respectă restricțiile impuse de instanță.
- brevet – act emis de organul de stat competent, prin care, în condițiile prevăzute de lege, se conferă unei persoane o distincție sau i se recunoaște o calitate.

- brevet de invenție - document eliberat de o instituție specializată (în cazul României - OSIM), care conferă monopolul de exploatare a unei invenții autorului acesteia.

- brevetotecă - loc unde se păstrează și se arhivează invențiile brevetate.
- buletin de identitate – vezi: act de identitate.
- bună-credință:

– obligație de comportare conformă cu regulile de conviețuire;
– convingerea unei persoane că acționează conform legii.
- bune oficii – mijloc de rezolvare pașnică a diferendelor dintre state, constând în demersuri diplomatice întreprinse de un al treilea stat.
- bun imobil - lucru care are o așezare fixă, stabilă și care, așadar, nu poate fi mutat dintr-un loc în altul, fără să-și piardă destinația inițială sau identitatea.

## C
- cabinet de instrucție - birou în care se face cercetarea și trierea probelor de acuzare, condus de un judecător de instrucție.
- cadastru – formă de inventar funciar, alcătuit dintr-un registru public (registru cadastral) și în planuri care cuprind datele privitoare la toate imobilele situate pe o anumită regiune.
- cadre – lucrători calificați și permanenți dintr-o anumită ramură de activitate.
- caduc - (despre legate, donații etc.) care nu (mai) are putere legală.
- caducitate - încetarea valabilității unui tratat ca urmare a faptului că nici una din părți nu îl mai aplică sau nu îl recunoaște, dată fiind apariția unei situații care face imposibilă executarea sa (vezi și abrogare).
- cale de atac – mijloc pus la dispoziția părții interesate și a procurorului, prin care o hotărâre judecătorească este supusă verificării unei instanțe superioare sau este reexaminată chiar de instanța care a pronunțat-o.

- cale de atac extraordinară - cale de atac îndreptată împotriva unor hotărâri judecătorești definitive.

- calificare a infracțiunii – stabilirea caracterului penal al unei fapte și încadrarea acesteia în textul de lege care o prevede și o pedepsește.
- calificat - (despre infracțiuni) săvârșit în împrejurări speciale, bine precizate.
- calomnie – infracțiune care constă în atingerea adusă demnității unei persoane prin punerea în sarcina acesteia a unor fapte false.
- cambriolaj (sau cambriolare) - spargere, furt prin efracție.
- capacitate civilă - putere legală a unei persoane fizice (sau juridice) de a avea drepturi și obligații sociale sau dea încheia acte juridice valabile.
- capacitate de folosință - aptitudinea de a avea drepturi prevăzute în actele normative și obligații.
- capacitate de exercițiu - exercitarea drepturilor și obligațiilor sale conferite de actele normative.
- cap de acuzare - afirmație juridică oficială în cadrul unui proces penal, prin care se indică fapta sau faptele concrete pentru care un inculpat este acuzat și urmărit penal; este o componentă fundamentală a actului de inculpare, formulată de procuror sau autoritatea competentă, care definește baza acuzației împotriva persoanei în cauză.[necesită citare]
- cap de familie- bărbatul care reprezintă puterea familială și părintească; orice persoană care procură mijloacele necesare traiului unei familii și o reprezintă juridic.
- capitol - clauză a unui contract, a unui tratat diplomatic; dispoziție specială; articol de lege.
- captație - încercare de a câștiga bunăvoința unei persoane pentru a o determina să facă anumite liberalități testamentare.
- captură - bunuri materiale (mărfuri de contrabandă, droguri, materiale radioactive etc.) confiscate de către organele abilitate.
- carceră - încăpere mică și întunecoasă, folosită în trecut în închisori, cazărmi și în școli pentru detențiunea temporară a unei persoane pedepsite.
- carte - carnet cu date personale, emis de o instituție, prin care se atestă apartenența unei persoane la o organizație, asociație, instituție etc. (exemple: carnet de membru, carnet de muncă).

- carte de identitate - vezi act de identitate.
- carte de imobil - registru de evidență a populației, în care se înscriu, pe apartamente, locatarii fiecărui imobil urban.
- carte de judecată - hotărâre, sentință judecătorească.
- carte funciară - înscris oficial reprezentând unitatea de bază în sistemul de publicitate imobiliară în cadrul căruia evidența se ține pe imobile, și nu pe proprietari.

- casabil - (despre o hotărâre judecătorească) care poate fi casat.
- casare - anulare în urma admiterii recursului.

- casare cu trimitere - casare a unei hotărâri judecătorești cu (sau fără) înaintarea cauzei la altă instanță de judecată.

- casație - (în unele state) organ judecătoresc suprem, care are dreptul să caseze o hotărâre pronunțată de organele judecătorești de grad inferior; vezi și curte de casație.
- casă de corecție - loc unde își execută pedeapsa infractorii minori.
- catoniană, regulă ~ - principiu de drept potrivit căruia validitatea unui legat este condiționată de supoziția că testatorul a murit imediat după redactarea testamentului.
- cauțiune:

- sumă de bani depusă pentru eliberarea unui infractor în perioada judecării procesului;
- sumă de bani depusă pentru garantarea executării de către debitor a unei obligații.
- cauza decesului - motivul legal care explică moartea unei persoane și este stabilită pe baza unor probe juridice și medicale, necesar pentru anchete, răspundere juridică, moșteniri și alte proceduri legale.[5]
- cauză - proces, pricină.
- caz de forță majoră - eveniment imprevizibil care impune (împotriva voinței) un anumit tip de conduită sau de acțiune și care presupune exonerarea de obligații sau de răspundere.
- cazier - dulap compartimentat în rafturi și sertare, în care se păstrează acte, documente, dosare etc. clasate.

- cazier judiciar - fișă în care organele judiciare consemnează toate condamnările penale ale unei persoane; serviciu care tine evidența acestor fișe.

- cazierist - fost deținut politic care are cazier judiciar.
- căsătorie - uniune legală între două persoane, de regulă de sex opus, liber consimțită, încheiată în fața ofițerului stării civile, cu respectarea condițiilor prevăzute de lege, recunoscută de stat și protejată de legile acestuia.

- căsătorie, dreptul la ~ - dreptul oricărei persoane de vârsta legală de a se căsători și de a forma o uniune legală și recunoscută de stat, cu o altă persoană de sex opus sau de același sex.

- cedare - renunțare, în favoarea altcuiva, la dreptul de posesiune asupra unui obiect, asupra unei proprietăți etc.
- cedent - creditor care transmite, printr-un contract de cesiune, dreptul său de creanță unei alte persoane.
- CEDO - vezi Curtea Europeană a Drepturilor Omului.
- cercetare - activitate desfășurată de organele de urmărire penală pentru strângerea și verificarea probelor cu privire la săvârșirea unei infracțiuni și pentru descoperirea și prinderea infractorului.

- cercetare abuzivă - infracțiune care constă în folosirea de promisiuni, amenințări sau violențe împotriva unei persoane în curs de cercetare, de anchetă penală ori de judecată pentru obținerea unei declarații false.
- cercetarea la fața locului - procedură juridică prin care instanța sau o autoritate competentă se deplasează direct la locul unde s-au produs faptele relevante pentru un caz, cu scopul de a examina și a constata în mod nemijlocit anumite aspecte care nu pot fi clarificate doar prin probele aduse de părți (documente, mărturii etc.).

- cerere - petiție, sesizare adresată unui organ de jurisdicție sau unui alt organ de stat pentru valorificarea, recunoașterea sau apărarea unui drept.

- cerere reconvențională - cerere prin care, într-un litigiu, pârâtul formulează pretenții împotriva reclamantului în legătură cu litigiul respectiv; reconvențiune.

- certificare - dovedire, confirmare (printr-un act, printr-o semnătură) a autenticității, exactității, valabilității unui fapt, înscris etc.
- certificat - act oficial prin care se confirmă (de către anumite organe de stat) exactitatea unui fapt ori autenticitatea unui înscris sau se atestă o anumită calitate, în vederea valorificării anumitor drepturi; atestat.

- certificat de paupertate - (ieșit din uz) document prin care se atestă că o persoană nu posedă bunuri impozabile.
- certificat prenupțial - certificat medical eliberat celor ce vor să se căsătorească, prin care se atestă că starea sănătății acestora este corespunzătoare pentru întemeierea unei familii.

- cesionar - persoană care beneficiază de un contract de cesiune, căreia i se face o cesiune.
- cesiune (sau cesionare) - transmitere, de către o persoană altei persoane, a unui drept de creanță cu titlu oneros în temeiul unui contract.
- cetățean - locuitor al unui stat, care se bucură de drepturi civile și politice și care are anumite obligații față de acel stat.
- cetățenie - condiție juridică de cetățean.
- cheltuieli de judecată - sumă de bani pe care este obligat să o plătească, pe baza unei hotărâri judecătorești, partea care a pierdut un proces părții care a câștigat procesul.
- chirograf - act diplomatic olograf; act autentificat.
- chirografar - (persoană) care este titulara unui drept personal asupra unei alte persoane, având totodată un drept de gaj general asupra averii acesteia din urmă.
- chitanță - act scris prin care se face dovada primirii unei sume de bani, a unor bunuri etc.
- circulară - ordin, dispoziție, directivă care se transmite în scris la mai multe instituții, persoane etc.
- circumstanțe agravante⁠(d) - totalitatea împrejurărilor care agravează vina și pedeapsa unui inculpat.
- circumstanțe atenuante:

- totalitatea împrejurărilor, a situațiilor etc. care contribuie la micșorarea vinii și a pedepsei unui inculpat;
- fapt care poate duce la aprecierea indulgentă a unei stări de lucruri condamnabile.
- citație - invitație oficială scrisă, prin care persoană este chemată să se înfățișeze, la o anumită dată, înaintea unei instanțe judecătorești sau a unei autorități; hârtie oficială care conține această invitație.
- clasare - încetare a unui proces penal când se constată că există o cauză legală care împiedică continuarea acestuia.
- clauză - dispoziție (specială), prevedere, stipulație prevăzută într-o convenție, într-un tratat, într-un contract etc.

- clauză de exclusivitate - clauză contractuală prin care una din părți se angajează să nu încheie contracte identice cu terți.
- clauză penală - clauză prin care părțile dintr-un contract convin ca, în caz de neexecutare, debitorul să-i dea creditorului un anumit lucru (de obicei o anumită sumă de bani).

- client - persoană care se adresează unui avocat pentru a-și apăra interesele.
- coabitare - situație în care mai multe persoane locuiesc împreună (în aceeași locuință).
- coacuzat - persoană acuzată împreună cu alta (sau cu altele) în același proces, considerată în raport cu aceasta (sau cu acestea).
- coasigurare - asigurare simultană a mai multor persoane în limita sumei depuse în garanție.
- coautor - persoană care a săvârșit o infracțiune împreună cu altele, raportat la acestea; vezi și complicitate.
- cod - culegere de norme legislative care reglementează un anumit sector juridic.

- cod penal - ansamblul principalelor norme juridice care definesc infracțiunile și stabilesc sancțiunile lor.

- codice - denumire ieșită din uz pentru cod.
- codebitor - persoană fizică sau juridică ce, împreună cu altul sau alții, datorează creditorului mărfuri sau sume de bani.
- codificare - sistematizare și reunire într-un cod a normelor juridice și care se referă la o anumită ramură a dreptului.
- colaționare - confruntarea unei còpii cu originalul.
- comisie - colectiv organizat care funcționează pe lângă o instituție, o adunare etc. și care are sarcina de a face propuneri, de a lua hotărâri sau de a executa mandate în cazuri speciale.

- comisie de anchetă - organ care cercetează neregulile dintr-un anumit domeniu.
- comisie de disciplină - colectiv care funcționează pe lângă o instituție și care judecă abateri mai ușoare ale personalului acelei instituții.
- comisie de judecată -  organ obștesc de influențare și jurisdicție.
- comisie rogatorie - delegație dată de un tribunal către altul pentru îndeplinirea procedurilor judecătorești.

- complet (de judecată) - colectiv alcătuit din numărul legal de judecători și asesori care iau parte la soluționarea unui litigiu.
- complicitate:

- participare secundară la săvârșirea unei infracțiuni; vezi și coautor;
- ascunderea sau tolerarea unei fapte reprobabile săvârșite de altul.
- comuniune legală - regim matrimonial reglementat de legislația civilă, prin care bunurile dobândite de soți în timpul căsătoriei devin, de regulă, proprietatea comună a acestora.
- comutare a pedepsei - schimbarea unei pedepse mai severe cu una mai blândă, de exemplu: schimbarea unei pedepse cu moartea într-o pedeapsă cu închisoare pe viață⁠(d).
- concedent - autoritatea competentă, abilitată de lege să acorde o concesiune.
- conciliere - proces prin care părțile implicate într-un conflict legal ajung la o înțelegere voluntară, cu ajutorul unui mediator sau al unei instanțe judecătorești.
- concluzii în instanță  - susținere cu caracter juridic sau solicitare pe care o poate face avocatul înaintea instanței.
- concubinaj -  conviețuire a unui bărbat cu o femeie, fără a fi căsătoriți.
- concusiune -  extorcare de bani făcută de un agent al fiscului, de un funcționar public.
- condamnare - aplicare, prin judecată, a unei sancțiuni penale.
- condiție -  clauză sau o stipulație specifică inclusă într-un contract sau într-un acord legal.

- condiții expresă - condiție specificată și clar stabilită în mod explicit în cadrul contractului sau acordului.
- condiții implicită - condiție care nu este stabilită explicit în contract, dar este subînțeleasă ca parte a relației contractuale.

- confiscare - trecere gratuită (ca măsură de siguranță sau ca sancțiune) în patrimoniul statului, în temeiul unei hotărâri judecătorești, a unui bun sau a tuturor bunurilor aparținând unei persoane.
- conflict - dispută între două sau mai multe părți cu privire la drepturile și obligațiile acestora și care, dacă nu poate fi rezolvat prin intermediul negocierilor, părțile implicate pot alege să introducă o speță în sistemul judiciar pentru a avea o decizie finală.
- confruntare - procedură prin care două sau mai multe persoane implicate într-o cauză (cum ar fi martori sau inculpați) sunt puse față în față pentru a clarifica aspecte contradictorii din declarațiile lor, cu scopul de a verifica veridicitatea mărturiilor și de a elimina neconcordanțele, ajutând astfel instanța să stabilească adevărul în cauză.
- consilier juridic - persoană care asigură desfășurarea activității unei societăți comerciale, ale autorităților publice centrale și locale, ale instituțiilor publice și de interes public, în conformitate cu normele legale și consilierea sub aspect juridic a departamentelor și conducerii acesteia (exemplu: consilier juridic în dreptul muncii).
- consiliu de familie - grup de persoane împuternicite de instanțele judecătorești sa se ocupe de interesele minorilor sub tutelă, ale persoanelor puse sub interdicție etc.
- Consiliul Superior al Magistraturii - organ constituțional care garantează independența autorității judecătorești din România; propune președintelui țării numirea judecătorilor și a procurorilor, fiind și colegiul de disciplină al acestora.
- consimțământ:

- acordul liber, expres și informat al unei persoane de a se angaja într-o anumită acțiune sau de a permite să i se întâmple ceva;
- adeziunea unei părți la propunerea celeilalte părți pentru un act juridic, în care caz se spune că există un acord de voință al părților.
- constatare - faptul de a stabili un lucru, un loc și consemnarea într-un înscris, care are valoarea unei informații.
- constrângere - acțiunea de a sili pe cineva să facă un lucru pe care nu l-ar face de bunăvoie.
- consumator - persoană fizică sau juridică ce cumpără, dobândește, utilizează sau consumă produse.
- contencios administrativ - ramură a dreptului public care reglementează soluționarea litigiilor dintre persoanele fizice sau juridice și autoritățile publice și care intervine atunci când o persoană consideră că un act administrativ sau o omisiune a unei autorități publice i-a încălcat drepturile sau interesele legitime și dorește să obțină anularea actului, recunoașterea unui drept sau repararea prejudiciului cauzat.[6]
- contestație în anulare - cale de atac prin care se solicită anularea unei hotărâri definitive, în cazul în care există vicii de procedură semnificative sau situații în care o parte nu a fost legal citată.
- contract - convenție, înțelegere scrisă prin care două sau mai multe părți se obligă reciproc la ceva.

- contract de împrumut - acord legal între două părți, numită creditor și debitor, în care creditorul acordă sume de bani sau alte bunuri materiale sau imateriale debitorului.
- contract de schimb – înțelegere prin care fiecare dintre părți, denumite copermutanți, transmite sau, după caz, se obligă să transmită un bun pentru a dobândi un altul.
- contract de transport - contract prin care un transportator se însărcinează să parcurgă un anumit itinerariu, în anumite condiții cu un lucru sau cu o persoanã, pe baza unei plăți.
- contract prenupțial -  convenție încheiată între cei doi viitori soți, convenție care reglează situația patrimoniului acestora; sinonim: convenție matrimonială.

- contrafacere - vezi fals.
- contravenție - încălcare a dispozițiilor unei legi, a unui regulament etc., care, având un grad redus de pericol; este sancționată cu o pedeapsă ușoară.
- control judiciar - măsură preventivă în dreptul penal, prin care o persoană suspectată sau acuzată de comiterea unei infracțiuni este pusă sub supravegherea unei autorități judiciare.
- convenție - acord între două sau mai multe state, instituții, persoane, pe probleme de ordin politic, juridic, militar etc.

- convenție matrimonială - vezi contract prenupțial.

- cópie - înscris care reproduce, cuvânt cu cuvânt, un înscris original.

- copie legalizată - copie despre care un notar sau o instanță de judecată atestă că este la fel cu originalul.

- copyright - drept rezervat numai autorului (precum și moștenitorilor acestuia) sau editorului de a reproduce și de a vinde operele literare, artistice și științifice; drept de autor.
- coproprietate - vezi indiviziune.
- corp de legi - culegere de legi; corpus.
- corp delict - obiect care a servit sau era destinat să servească la săvârșirea unei infracțiuni, obiect care poartă urmele unei infracțiuni sau asupra căruia s-a savârșit infracțiunea, adus în justiție ca probă materială contra acuzatului.
- creanță - sumă de bani care poate fi solicitată a fi restituită pe baza unei proceduri judiciare, administrative, execuționale, amiabile etc.; vezi și drept de creanță.
- credal, masă ~ă - totalitate a bunurilor unui falit.
- crimă - infracțiune care prezintă un grad ridicat de pericol social (omor, trădare de patrie etc.) și pe care legea o sancționează cu pedepsele cele mai mari.

- crimă internațională - infracțiune deosebit de gravă împotriva legilor și uzanțelor războiului, precum și împotriva păcii internaționale și umanității.
- crimă împotriva umanității - atrocități recunoscute pe plan internațional ca violând legile elementare ale umanității.
- crimă în masă - acțiuni ilegale comise de către un individ sau un grup de indivizi împotriva a numeroase victime, într-un singur incident sau într-un interval scurt de timp; exemple: atacuri cu arme de foc în masă, atacuri teroriste asupra mulțimilor, acte de violență în masă sau alte acțiuni similare care au un impact semnificativ asupra societății.

- criminalistică - știință care se ocupă cu examinarea probelor judiciare în vederea descoperirii infracțiunilor săvârșite și a infractorilor.
- criminalitate - totalitatea infracțiunilor săvârșite pe un anumit teritoriu, într-o anumită perioadă.
- criminologie - știință care se ocupă cu cercetarea mijloacelor și cu elaborarea metodelor pentru prevenirea infracțiunilor.
- culpabilitate - vezi vinovăție.
- curatelă - instituție legală pentru ocrotirea și administrarea intereselor unui minor sau a unei persoane care are capacitatea civilă, dar care, din cauza bătrâneții, a unei boli ori infirmități fizice sau a lipsei îndelungate de la domiciliu, nu-și poate administra singură bunurile și apăra interesele și nici nu a putut să-și desemneze un reprezentant.
- curator - persoană care exercită drepturile și execută obligațiile decurgând din curatelă.
- curte - numele unor instanțe (superioare) judecătorești și administrative.

- Curtea de Justiție a Uniunii Europene - organul juridic suprem al Uniunii Europene; vezi și Curtea Europeană a Drepturilor Omului.
- Curtea Europeană a Drepturilor Omului - tribunal internațional cu sediul la Strasbourg, care controlează respectarea Convenției Europene a Drepturilor Omului în statele membre ale Consiliului Europei; abreviere CEDO; vezi și: Curtea de Justiție a Uniunii Europene.
- Curtea Internațională de Justiție - principalul organ judiciar al Națiunilor Unite, care are ca obiectiv soluționarea litigiilor dintre state; vezi și Curtea Penală Internațională.
- Curtea Penală Internațională - instanță de justiție internațională cu sediul la Haga, care are ca obiectiv judecarea persoane care au comis genociduri, crime de război și crime împotriva umanității; altă denumire: Tribunalul Penal Internațional.
- curte constituțională - organ superior de justiție care supraveghează aplicarea constituției în stat.
- curte de apel - instanță judecătorească, superioară tribunalului, care avea competența de a judeca recursul cuiva împotriva sentinței tribunalului.
- curte de casație - instanță juridică supremă, care judecă recursurile aproape numai din punctul de vedere al formei, cu drept de casare.
- curte de fond - a doua judecată a recursului contra deciziei primei judecăți.
- curte internațională - instanță înființată de un tratat internațional semnat între două sau mai multe state, sau de către o organizație internațională, precum Organizația Națiunilor Unite.

- cutumă - regulă de conduită ce se formează în timp, ca urmare a aplicării repetate într-o colectivitate și care este respectată ca regulă obligatorie.

## D
- dată certă – data unui înscris sub semnătură privată, care nu poate fi contestată de alte persoane.
- daune – pagubă provocată unei persoane fizice sau juridice, ca urmare a neîndeplinirii unei obligații sau a săvârșirii unei delict.

- daune interese - despăgubire bănească pentru un prejudiciu.
- daune materiale - prejudicii suferite de o persoană sau entitate care afectează bunurile sau patrimoniul acesteia, ca urmare a unei fapte ilicite, a unui contract neîndeplinit sau a unui accident; pot fi cuantificabile în bani și recuperate prin despăgubiri acordate de instanță sau printr-un acord între părți.

- debitor – persoană obligată de a da, a face sau a nu face ceva în folosul creditorului.
- decădere – pierdere a unui drept cu titlul de sancțiune sau ca urmare a neexercitării acestuia în termenul și în condițiile stabilite de lege.
- decizie:

– denumire a unui act al unui organ executiv;
– hotărâre dată de către o instanță judecătorească.
- decizie finală - hotărâre judecătorească ce rezolvă un conflict sau o dispută și care este definitivă și obligatorie pentru părțile implicate, fără posibilitatea de a mai fi contestată sau de a fi supusă unei revizuiri ulterioare.

- declarare a apelului - act prin care părțile implicate în proces nemulțumite de soluția instanței de fond promovează apelul.
- Declarația de la Langeac - document de drept internațional privitor la bazele și principiile implementării unui statut de egalitate între părinți, precum și la problemele cronice din practica și teoria familiei din lumea occidentală.
- declarație:

- mărturie, depoziție a unui martor;
- relatare făcută în scris de către o persoană către un organ al administrației de stat, prin completarea unui formular; formularul pe care se face această relatare.
- declinare de competență – trimitere a unei spețe la organul competent, în temeiul hotărârii prin care un organ de jurisdicție constată necompetența sa.
- defetism - infracțiune care constă în lansarea, răspândirea sau publicarea, pe timp de război, de zvonuri sau informații false, exagerate sau tendențioase, relative la situația economică, politică și socială a țării.
- degradare civică - pierderea unor drepturi cetățenești, de exemplu: de a deține o funcție publică, de a alege, de a fi ales etc.
- delapidare - infracțiune care constă în însușirea, folosirea sau traficarea de către un angajat, în interesul său sau al altei persoane, a unor sume de bani sau a altor bunuri aflate în gestiunea sau în administrarea sa; sustragere de bani sau de bunuri din avutul unei persoane juridice.
- delict - fapt nepermis de legea penală; infracțiune de mai mică gravitate, care se sancționează cu amendă penală sau cu închisoare corecțională.
- denunț - informare adresată unui organ de jurisdicție sau de urmărire penală cu privire la săvârșirea unei infracțiuni de către o persoană.

- denunț calomnios - delict care constă în a aduce acuzații mincinoase împotriva unei persoane în fața instanței sau în fața unui ofițer de poliție sau în faþa altei autorități.

- denunțare a unui contract - desfacere a unui contract prin manifestarea de voință unilaterală a uneia dintre părți.
- deontologie - parte a eticii care conține regulile juridice și morale pe care persoanele care exercită anumite activități publice sau private (funcționari, magistrați și alte profesii liberale) trebuie să le respecte; exemplu: deontologie medicală.
- depoziție - declarație a unui martor în fața unui organ de jurisdicție sau de urmărire penală cu privire la fapte ce-i sunt cunoscute personal și care aduc lămuriri în pricina respectivă; sinonim: mărturie.
- derogare - excepție de la aplicarea unei reguli generale stabilite de lege, este utilizată pentru a adapta legislația la circumstanțe speciale sau temporare, asigurând astfel flexibilitatea necesară pentru a răspunde nevoilor specifice care nu pot fi prevăzute prin regulile generale.
- descendență - vezi filiație.
- desecretizare - procesul prin care un dosar, o informație sau un document clasificat anterior ca secret devine accesibil publicului sau persoanelor autorizate, prin eliminarea statutului de confidențialitate care îi era atribuit.[7]
- despăgubire - sumă ce urmează a fi plătită unei persoane pentru repararea prejudiciului ce i-a fost cauzat printr-o infracțiune.
- detector de minciuni - vezi poligraf.
- detenția minorilor - măsura juridică prin care o persoană sub vârsta majoratului este privată de libertate ca urmare a comiterii unei infracțiuni, în contextul sistemului de justiție pentru minori, care are reguli speciale față de cel destinat adulților, având scopul de a proteja drepturile și interesele copilului și de a favoriza reabilitarea și reintegrarea socială.
- deținut - persoană ținută sub stare de arest (după ce a fost condamnată sau pentru cercetări); arestat.

- deținut politic - persoană arestată, judecată și condamnată la pedeapsa cu închisoarea, pentru convingerile și activitățile sale politice.
- deținut vulnerabil - deținut față de care se impune o supraveghere mai atentă și specializată din motive ca: orientare sexuală, dizabilități, tulburări psihice, etnie, infectare cu HIV sau cu alte boli contagioase, riscuri pentru siguranța penitenciarului etc.

- devălmășie - vezi indiviziune.
- dezincriminare - procesul prin care o lege care stabilește o infracțiune (o acțiune sau omisiune ilegală) este abrogată sau modificată astfel încât acea acțiune sau omisiune nu mai este considerată o infracțiune.
- discurs (juridic) - discurs rostit de un orator în fața unei instanțe judecătorești, cu scopul de a convinge că un fapt oarecare săvârșit de inculpat cade sau nu cade în vreuna din prescripțiile legii; altă denumire: pledoarie.
- dispozitiv electronic de supraveghere⁠(d) - echipament utilizat pentru monitorizarea mișcărilor și localizării unei persoane aflate sub control judiciar, arest la domiciliu sau eliberare condiționată; de obicei, este un brățară electronică atașată la gleznă și este conectat la un sistem centralizat de monitorizare (geolocalizare⁠(d)).[necesită citare]
- divorț - desfacere a unei căsătorii pe cale legală.
- dol - acțiune săvârșită cu rea-credință, pentru a determina pe cineva să încheie un contract nefavorabil sau să admită o clauză defavorabilă într-un contract.
- domeniu public - ansamblu de bunuri mobile și imobile care aparțin statului sau altor colectivități, pus la dispoziție publicului sau destinat unui serviciu public.
- domiciliu - loc unde cineva, avându-și locuința principală, este ținut în evidență de autorități și își exercită drepturile cetățenești.
- donator - persoană sau o entitate care face o donație sau o contribuție voluntară de bunuri, bani sau alte resurse către o altă persoană, organizație sau cauză.
- donație:

- convenție între două părți prin care una transmite celeilalte proprietatea unui bun material, fără să primească ceva în schimb;
- act juridic care consfințește o donație;
- bun material transmis prin donație.
- dosar penal - set de documente și probe colectate în cursul anchetei și procesului unei infracțiuni.
- dovadă - informații sau elemente de fapt prezentate într-un proces juridic pentru a susține sau respinge o anumită afirmație, o concluzie sau o cerere făcută de către părți; poate lua diverse forme, inclusiv mărturii orale, documente scrise, obiecte fizice, înregistrări video sau audio, expertize, martori etc.; vezi și indiciu, probă.
- drept:

- totalitatea regulilor și normelor juridice care reglementează relațiile sociale dintr-un stat;
- știință sau disciplină care studiază dreptul;
- putere, prerogativă legal recunoscută unei persoane de a avea o anumită conduită, de a se bucura de anumite privilegii.
- drept agrar - ansamblul normelor juridice aplicabile instituțiilor publice din agricultură, exploatațiilor agricole și bunurilor din patrimoniul lor, precum și activităților producătorilor agricoli.
- drept civil - ramură a dreptului care studiază și reglementează relațiile sociale (convenite în raporturi juridice) existente între persoanele fizice sau juridice dintr-un stat.
- drept comercial - totalitatea regulilor juridice care se aplică comercianților în activitatea lor profesionalã și care se referă și la activitatea comercială.
- drept constituțional - ramură de drept ce reglementează forma de guvernământ a statului, funcționarea organelor statului după principiul separării puterilor în stat, drepturile, libertățile și îndatoririle fundamentale ale cetățenilor etc.
- drept de abitație - drept real în temeiul căruia o persoană dobândește posesia și folosința asupra unei case pentru a locui în ea, singură sau împreună cu familia.
- drept de autor:

- totalitatea normelor juridice care reglementează relațiile sociale stabilite în legătură cu creația unei opere literare, artistice sau științifice;
- totalitatea drepturilor morale și materiale recunoscute de lege creatorului unei astfel de opere;
- sumă de bani care revine creatorului unei opere literare, artistice sau științifice din vânzarea, reprezentarea, reproducerea sau executarea operei.
- drept de creanță - drept civil, de care beneficiază o persoană care este subiect într-un raport juridic de obligație, denumită creditor, de a pretinde celeilalte părți, denumită debitor, îndeplinirea obligației acesteia.
- drept de folosință - drept care decurge din dreptul de proprietate, care conferă titularului dreptul de a utiliza bunul său și de a obține roadele.
- drept de proprietate - dreptul de a utiliza resurse, bunuri și servicii, obținute prin acordarea permisiunii respective.

- drept de proprietate industrială - ansamblu de drepturi ce pot fi deținute de o persoană juridică (fizică sau morală) asupra unei invenții, design industrial, semn distinctiv, etc.

- drept de uzufruct - dreptul unei persoane de a se bucura de lucrurile ce sunt proprietatea altuia, de a obține venit de pe urma acestora, însă cu îndatorirea de a le conserva.
- drept execuțional penal - ramură a dreptului penal care se ocupă cu punerea în aplicare a pedepselor și măsurilor dispuse de instanțele penale.
- drept financiar - ramură a dreptului care se ocupă cu normele și regulile care guvernează relațiile juridice în domeniul financiar; include reguli referitoare la colectarea, administrarea și cheltuirea banilor și a altor resurse financiare și reglementează activitățile financiare ale statului, ale instituțiilor financiare, ale companiilor și ale persoanelor fizice.
- drept la anonimat - măsuri specifice pentru a ascunde identitatea unei persoane în cadrul unui proces juridic, fiind înlocuită cu inițiale, coduri sau alte metode; vezi și protecția identității.
- dreptul la un proces echitabil⁠(d) - principiu fundamental al drepturilor omului, care garantează oricărei persoane implicate într-un proces judiciar⁠(d) (penal, civil sau administrativ) că acesta va fi desfășurat în mod corect, imparțial și conform legii, asigurând respectarea drepturilor fundamentale ale părților implicate.
- drept la viață privată - principiu fundamental în majoritatea sistemelor juridice, care protejează persoanele împotriva intervențiilor sau intruziunilor neautorizate în viața lor privată, în mod special în ceea ce privește informațiile personale, activitățile și spațiul personal.
- drept natural - teorie care susține că există principii și norme fundamentale de justiție, universal valabile, care provin din natura umană, rațiune sau o sursă transcendentă, și care sunt independente de legile create de oameni (cum susține pozitivismul juridic).
- drept național - ansamblul de norme juridice care reglementează relațiile sociale într-un anumit stat și care sunt create, aplicate și interpretate de către autoritățile naționale ale acelui stat.
- drept nepatrimonial - drepturile care nu au o valoare economică directă sau care nu sunt legate de bunurile materiale sau de interesele financiare ale unei persoane.
- drept penal - ramură a științei dreptului care se ocupă de normele juridice cu caracter represiv; vezi și drept execuțional penal.

- drept penal european - set de norme și principii care reglementează aspectele penale în cadrul Uniunii Europene; include atât legislația națională a statelor membre, cât și instrumentele legislative și cooperarea între statele membre în domeniul penal.
- drept penal general - ramură a dreptului penal care se ocupă de principiile și normele de bază aplicabile în toate situațiile de infracțiuni și sancțiuni penale și care stabilește cadrul general al responsabilității penale, adică regulile care determină când o persoană poate fi trasă la răspundere penală și ce consecințe juridice decurg din săvârșirea unei infracțiuni.
- drept penal special - ramură a dreptului penal care se ocupă cu studiul și reglementarea infracțiunilor individuale și a sancțiunilor corespunzătoare acestora, concentrându-se pe descrierea și clasificarea infracțiunilor specifice prevăzute în legislația penală (cum ar fi omorul, furtul, violul, corupția) și stabilește pedepsele asociate fiecărei infracțiuni.

- drept real - drept pe care o persoană îl exercită asupra unui lucru în mod direct și imediat.
- drept subiectiv - concept care se referă la drepturile individuale pe care o persoană le deține în cadrul unei societăți; exemple: dreptul la proprietate, dreptul la liberă exprimare, drepturile consumatorului.
- dreptul concurenței - ansamblul normelor și reglementărilor adoptate de autoritățile de reglementare și legiuitori, care au ca scop prevenirea și sancționarea comportamentelor anticoncurențiale ale agenților economici.

- drepturi - totalitatea regulilor de conduită, a normelor care, instituite sau sancționate de puterea de stat, reguli a căror respectare și aplicare este asigurată prin forța de constrângere a statului, în scopul apărării, întăririi și dezvoltării relațiilor sociale.

- drepturi digitale - drepturile omului ce permit indivizilor accesul, utilizarea, crearea și publicarea conținutului digital sau să acceseze și să utilizeze calculatoare si alte dispozitive electronice sau rețele de comunicații.
- drepturile copilului - document care definește drepturile și principiile dezvoltării normale a unui copil, emis la Convenția asupra Drepturilor Copilului adoptată de către Adunarea Generala a Națiunilor Unite la data de 20 noiembrie 1989.
- drepturile persoanelor cu dizabilități - seria legislațiilor privitoare la persoanele care se confruntă cu dizabilități, necesare pentru asigurarea egalității și incluziunii acestora în societate.

- duel judiciar:

- mijloc de probă folosit în trecut și care consta într-un duel între participanții la proces, considerându-se că divinitatea va interveni de partea aceluia care are dreptate;
- termen folosit în psihologia judiciară, care se referă la disputa manifestată pe toată durata procesului penal între acuzator și apărător.

## E
- efect juridic - generarea unor consecințe legale concrete printr-un act, fapt sau situație care este recunoscută și reglementată de normele juridice, putând produce schimbări în raporturile juridice existente sau creează noi drepturi, obligații, responsabilități sau interdicții.[necesită citare]
- efracție – spargere a zidurilor, forțare a încuietorilor, distrugere a oricărui dispozitiv de închidere, ca mijloc pentru comiterea unei infracțiuni; constituie o circumstanță agravantă.
- egalitate – noțiune juridico-filozofică desemnând cerința realizării aceleiași situații sociale pentru toți membrii societății.
- eliberare:

- punere în libertate a unui condamnat la închisoare;
- înmânare (la cerere), de către o instituție, a unor acte, documente justificative etc.
- eliberare condiționată - eliberare anticipată a unui condamnat, când acesta a executat o parte a pedepsei privative de libertate și prezintă garanția readaptării sociale.

- emancipare – ieșire a unui minor de sub tutela părintească prin efectul unui anumit act juridic (emancipare expresă) sau ca urmare a unei casătorii (emancipare de drept).
- eroare - reprezentare falsă a unei situații care poate servi drept cauză a anulării unei decizii sau a unui act.

- eroare de drept - greșeală de interpretare a codului penal.
- eroare judiciară⁠(d) - stabilire greșită a faptelor într-un proces penal, ce poate duce la condamnări nedrepte.
- eroare procedurală - vezi viciu de procedură.

- escrocherie - infracțiune care constă în înșelarea unei persoane prin mijloace frauduloase în scopul obținerii unor profituri.
- etatism – intervenția unui stat în viața economică a societății.
- evacuare – îndepărtare a unei persoane, în baza unei hotărâri judecătorești, dintr-un loc unde acea persoană locuiește ilegal.
- evicțiune - pierderea de către un cumpărător a dreptului de proprietate asupra lucrului cumpărat, sau tulburarea acestuia în exercitarea prerogativelor de proprietar cu privire la acel lucru.
- excepție:

- abatere îngăduită de lege de la aplicarea anumitor norme juridice;
- mijloc de apărare într-un litigiu, tinzând fie la amânarea soluționării acestuia, fie la înlăturarea pretențiilor reclamantului, fără a se intra în examinarea litigiului.
- excepție de necompetență - excepție procesuală care constă în invocarea faptului că instanța sesizată nu are competența de a judeca speța (exemplu: competența materială sau teritorială).
- excepție de prescripție - excepție de fond care constă în invocarea faptului că dreptul la acțiune al reclamantului a expirat, adică a trecut termenul legal în care acesta putea să introducă acțiunea în instanță.

- executare silită - procedură prin care executorii judecătorești recuperează datoriile fiscale și nefiscale pe care o persoană nu le-a achitat și refuză să le achite.
- executor judecătoresc -  funcționar de stat însărcinat cu îndeplinirea unor acte de procedură și cu executarea unor hotărâri judecătorești.
- executor testamentar - persoană însărcinată printr-un testament cu aducerea la îndeplinire a dispozițiilor acestuia.
- expert - tehnician căruia organele judiciare, persoanele fizice sau juridice îi cer părerea într-o problemã care necesitã cunoștințe de specialitate și investigații pentru a soluționa obiectul dosarului, expertul depunând la dosar o expertiză.
- expertiză - mijloc de probã constând în constatãri tehnice fãcute de un expert la cererea unei instanțe de judecatã sau a unui organ de urmărire penală în legătură cu o situație care trebuie lămurită și care intereseazã soluționarea cauzei.
- extorcare - obținere a unui lucru de la cineva cu forța, prin amenințări, violență, șantaj etc
- extras - copie a unui act sau reproducere parțială dintr-un înscris sau dintr-un registru.
- extravilan (teritoriu ~) - zonă aflată în afara spațiului construit sau pe cale de construire al unei localități; vezi și intravilan.
- extrădare - predare de către un stat altui stat a unui infractor care se găsește pe teritoriul său, pentru a fi judecat sau spre a-și executa pedeapsa.

## F
- fals – denumire dată infracțiunilor săvârșite prin alterarea adevărului în acte scrise, oficiale sau private; altă denumire: contrafacere.
- familie - grup social având la baza căsătoria, alcătuit din soți, copii și din descendenții acestora.

- familie criminală - organizație criminală care controlează un anumit teritoriu sau o anumită activitate infracțională, precum traficul de droguri, jocurile de noroc, extorcarea, șantajul și altele și ai membri sunt legați prin loialitate, coduri de onoare și ierarhie, care includ un șef de familie (numit și "boss"), subșefi, soldați și asociați.

- fapt juridic – împrejurare de a cărei producere legea leagă apariția, modificarea sau stingerea unor raporturi juridice concrete; faptele juridice sunt evenimente care se produc independent de voința omului sau prin voința omului (în care caz pot fi licite sau ilicite).
- favorizarea infractorului –  infracțiune care constă în ajutorul acordat unui infractor, fără existența unei înțelegeri prealabile, astfel ca urmărirea sau executarea pedepsei să fie zădărnicite ori ca infractorul să beneficieze de produsul infracțiunii.
- făptaș - vezi autor.
- "fără interes, nu există acțiune" - expresie conform căreia pentru ca o acțiune judecătorească să fie admisibilă, autorul ei trebuie să justifice interesul său prin promovarea acțiunii respective.
- filială – unitate organizatorică cu sau fără personalitate juridică, care face parte din sistemul unei organizații sau instituții centrale.
- filiație - raport de rudenie între copii și părinți, descendență.

- filiație adulterină - filiație a unui copil al cărui tată sau mamă erau căsătoriți cu altcineva, când a fost conceput.
- filiație incestuoasă - filiație a unui copil născut dintr-un incest.

- film de proces - gen cinematografic în care acțiunea are loc (și) în sala de judecată și/sau prezintă diverse proceduri judiciare.
- filozofia dreptului - ramura teoretică a dreptului care analizează fundamentele, natura și scopurile legii, investigând concepte precum justiția, legalitatea, drepturile și responsabilitățile; abordează întrebări esențiale despre originea și legitimitatea normelor juridice, relația dintre drept și morală, precum și criteriile care definesc o lege ca fiind justă sau aplicabilă.
- fisc - instituție de stat care stabilește și încasează contribuțiile către stat ale unei persoane fizice sau juridice, urmărește pe cei care nu și-au plătit în termen aceste contribuții.
- folosință a unui drept - utilizare a unui lucru conform legii, de unde obținem un uzufruct.
- fond - conținutul, materia și substanța dreptului sau situația juridică respectivă.
- formalitate:

- condiție de formă impusă de o dispoziție legală pentru îndeplinirea și valabilitatea unui act juridic;
- procedură, acțiune impusă, dar lipsită de o importanță efectivă și a cărei realizare nu presupune nici o dificultate.
- forța lucrului judecat - principiu de drept ce descrie forța executorie a unei hotărâri judecătorești într-un proces, rămasă definitivă odată nu nerecurgerea la apel sau la o altă formă de atacare a deciziei instanței de judecată.[8]
- forță executorie - calitate a unui act juridic care îi permite, dacă este cazul, să recurgă la forța publică pentru executarea sa.
- forță majoră (caz de ~) - situație în care cineva nu poate acționa după voință din cauza unor împrejurări care îl domină.
- fracționare a pedepsei - măsură excepțională care permite suportarea unei pedepse pe fracțiuni separate când cel ce trebuie s-o execute are o boală gravă, motive profesionale, familiale sau sociale.
- fraudă - săvârșirea cu rea-credință, pentru a obține foloase, a unor acte de atingere a drepturilor altuia (păgubitoare pentru altă persoană); altă denumire: înșelăciune.
- funcționar - persoană care exercită, permanent sau temporar, cu orice titlu, indiferent cum a fost învestită, o însărcinare de orice natură, retribuită sau nu, în serviciul unei autorități publice, a unei instituții publice sau altei persoane juridice de drept public.
- furnizarea de sprijin material pentru terorism - infracțiune gravă care constă în oferirea de resurse, servicii sau asistență care contribuie la sprijinirea activităților teroriste sau a grupurilor implicate în terorism.
- furt de identitate - infracțiune în care o persoană folosește, fără permisiune, informațiile personale ale altei persoane – cum ar fi numele, adresa, codul numeric personal, datele cardului de credit, numărul de cont bancar, sau alte detalii de identificare – cu scopul de a obține beneficii financiare, de a comite fraude sau alte activități ilegale.

## G
- gaj:

– contract prin care debitorul trece un lucru în posesia creditorului pentru garantarea executării unei obligații a debitorului (sinonim: amanet);
–  bun care formează obiectul contractului de gaj.
- gangster - membru al unei bande implicate în crima organizată.
- garanție – mijloc legal sau convențional de asigurarea a executării obligațiilor.
- garanție personală – garanție care constă în obligația asumată de către o persoană de a răspunde față de creditor în cazul în care debitorul nu își va executa obligația.
- garanție reală – garanție care constă în afectarea unui lucru determinat pentru eventuala despăgubire a creditorului.
- genocid - infracțiune comisă în scopul distrugerii sistematice a unei colectivități, grup național, rasial, religios sau politic.
- gentlemen's agreement⁠(d) - acord informal între două părți care, deși nu este înscris într-un document oficial și nu are forță legală obligatorie, este respectat de comun acord pe baza încrederii și a angajamentului moral.
- gestiune:

– administrarea patrimoniului sau a unei părți din bunurile unei persoane sau unei organizații;
– totalitate a bunurilor încredințate unei persoane în vederea păstrării și administrării.
- gestiune frauduloasă – infracțiune săvârșită de persoana care provoacă, cu rea credință, daune materiale bunurilor sau patrimoniului unei organizații sau persoane, pe care le administrează.
- glosatori – juriști care au prelucrat dreptul roman în secolele al XI-lea și al XII-lea, precum și, sub denumirea de postglosatori, în secolul al XIII-lea.
- gradualitate - principiul conform căruia, în cazul în care există mai multe opțiuni disponibile pentru a aplica o sancțiune sau o pedeapsă, instanța sau autoritatea judiciară trebuie să aleagă cea mai mică sancțiune posibilă, proporțională cu gravitatea faptei și care să producă efectele scontate.
- grafologie - studiul asupra caracterului scrisului cuiva în scopul recunoașterii autenticității unor documente, înscrisuri etc.
- grațiere - măsură de clemență în favoarea unui condamnat, căruia i se acordă iertarea, parțială sau totală, în executarea pedepsei, printr-un act emis de șeful statului; vezi și amnistie.
- grănițuire - acțiunea prin care se urmărește determinarea, prin hotărâre judecătorească, a limitelor dintre două proprietăți vecine.
- grefier - funcționar judecătoresc însărcinat cu înregistrarea dezbaterilor instanței, cu redactarea hotărârilor, cu întocmirea, păstrarea și comunicarea actelor de procedură.

## H
- Habeas corpus, legea ~ – una dintre legile fundamentale constituționale din Anglia, potrivit căreia nimeni nu putea fi arestat fără ordonanța scrisă a judecătorului.
- hărțuire sexuală - infracțiune care constă în pretinderea în mod repetat de favoruri de natură sexuală în cadrul unei relații de muncă sau al unei relații similare, dacă prin aceasta victima a fost intimidată sau pusă într-o situație umilitoare.
- hotărâre (judecătorească):

– act procesual care emană de la un organ de stat, de la o instanță judecătorească sau de un organ de conducere al unei instituții și prin care soluționează o speță sau o cerere care ține de competența acesteia; poate rezolva atât aspectele de fond ale cauzei (drepturile și obligațiile părților), cât și aspectele procedurale (cereri incidente, excepții etc.).
- înscris care constată soluția adoptată de instanță în rezolvarea unei pricini.
- hotărâre definitivă - decizie (hotărâre judecătorească) pronunțată de o instanță de judecată care nu mai poate fi supusă căilor ordinare de atac, cum ar fi apelul și astfel devine obligatorie și produce efecte juridice.

- huliganism – infracțiune care constă în tulburarea ordinii publice prin acte, gesturi, expresii lipsite de cuviință sau de respect față de regulile de conviețuire socială.

## I
- identitate - componente datorită cărora se poate stabili că o persoană este cea care pretinde și care se presupune: nume, prenume, naționalitate, filiație, domiciliu etc.
- ieșire din indiviziune - procesul prin care un co-proprietar sau un membru al unei comunități care deține în comun un bun (cum ar fi proprietatea, moștenirea etc.) își exercită dreptul de a-și separa sau de a-și împărți partea sa din acesta.
- ilicit – interzis prin lege, care încalcă anumite dispoziții legale.
- ignorantia juris non excusat - principiu conform căruia necunoașterea legilor nu servește drept scuză.
- imobil – lucru care în mod natural nu poate fi strămutat dintr-un loc în altul (exemple: terenuri, clădiri, recolta neculeasă etc.).
- impediment legal – piedică la încheierea unei căsătorii, rezultând din neîmplinirea condițiilor pe care legea le impune bărbatului și femeii pentru a se putea căsători.
- impunitate - absența sau evitarea pedepsei pentru o faptă considerată ilegală sau imorală.[9]
- imunitate juridică - statut legal care protejează anumite persoane sau grupuri împotriva urmăririi penale, răspunderii civile sau sancțiunilor pentru acțiunile sau omisiunile lor în anumite circumstanțe; aceasta permite anumitor funcționari⁠(d) sau reprezentanți să își îndeplinească responsabilitățile fără teama de represalii juridice.
- incapabil - persoană fizică lipsită de capacitate de exercițiu, fie fiind minoră sau fiind persoană majoră care și-a pierdut capacitatea juridică (de exemplu, datorită unei boli psihice).
- incest - infracțiune care constă în întreținerea de relații sexuale între părinți și copii sau între frați și surori.
- incompetență - situația în care dosarul a fost înregistrat la altă instanță decât cea competentă să judece cauza, deci a fost atribuit necorespunzător unei instanțe sau unei secții ori poate fi și o incompetență teritorială.
- incriminare - acțiunea de a stabili prin lege că o anumită faptă constituie infracțiune și este, prin urmare, interzisă și pasibilă de sancțiuni penale; vezi și inculpare.
- inculpare - actul prin care o persoană este acuzată oficial de săvârșirea unei infracțiuni în cadrul unui proces penal; reprezintă trecerea unei persoane în stadiul de inculpat; sinonime: acuzare, învinuire.
- inculpat - vezi acuzat.
- indiciu - formă de probă circumstanțială, adesea o circumstanță care indică sau sugerează prezența unui anumit fapt sau eveniment, dar care nu furnizează o dovadă directă a acestuia; vezi și dovadă.
- indiviziune - drept de proprietate pe care două sau mai multe persoane îl au, pe cote-părți, asupra unor bunuri privite ca o totalitate nedivizată; altă denumire: coproprietate, denumire arhaică: devălmășie.
- infantilism legal - nivel scăzut al conștiinței juridice, un sentiment de responsabilitate în ceea ce privește comportamentul în cadrul legii, cunoștințe și atitudini juridice insuficiente.
- infracțiune:

- încălcare a unei legi, a unui ordin, a unui tratat sau a unei reguli prestabilite;
- faptă care prezintă pericol social, constând în săvârșirea cu vinovăție a unei abateri de la legea penală, și care este sancționată de lege.
- infracțiune motivată de ură - tip de infracțiune atunci când victima este țintă din cauza apartenenței sale, reală sau presupusă, la un anumit grup social, de obicei, definit de rasă, religie, orientare sexuală, dizabilitate, etnie, naționalitate, vârstă, identitate de gen sau partid politic.

- inocență - lipsă de vinovăție a unei persoane cu privire la orice fel de crimă sau delict; altă denumire: nevinovăție.
- instanță - cerere, memoriu înaintat unei autorități judecătorești pentru rezolvarea unui litigiu (vezi și primă instanță).

- instanță judecătorească - organ de jurisdicție, însărcinat cu soluționarea litigiilor dintre persoanele fizice sau dintre acestea și persoanele juridice.
- instanță superioară - instanță judecătorească care are autoritatea de a judeca apelurile sau contestațiile pronunțate de o instanță inferioară.

- instigare - modalitate de participație prevăzută de Codul Penal și care constă în determinarea unei persoane să comită o infracțiune.
- instigator - persoană care cu intenție, determină pe o altă persoană să săvârșeascã o faptă prevăzută de legea penală.
- Institutul Național de Criminologie - organ de specialitate cu personalitate juridică aflat în subordinea Ministerului Justiției, ce are ca scop asigurarea, pe baze științifice, a prevenirii și controlului criminalității.
- instrucție - fază procedurală în desfășurarea proceselor constând în adunarea și cercetarea probelor (efectuată de procuror sau de judecător).
- instrument juridic - act, probă scrisă prin care se atestă existența unui drept.
- interdicție:

- prevedere legală prin care se interzice săvârșirea anumitor fapte sau acte;
- măsură legală sau judecătorească aplicată unui răufăcător sau unui alienat mintal, care constă în interzicerea exercitării anumitor acte juridice;
- interzicere a exercitării drepturilor politice (și civile) ale unei persoane ca măsură represivă sau de protecție.
- interdicție de a ocupa anumite funcții - pedeapsă complementară care constă în interzicerea temporară sau definitivă a dreptului unei persoane condamnate de a deține anumite funcții, profesii sau activități, în special cele care au legătură cu natura infracțiunii comise.

- interogare - procesul prin care părțile (acuzarea și apărarea) adresează întrebări martorilor pentru a obține informații relevante cu privire la faptele cauzei.

- interogare directă - interogare efectuată de partea care a chemat martorul în instanță (de exemplu, acuzarea sau apărarea) și la care întrebările sunt adresate pentru a obține o mărturie clară și detaliată, susținând cazul părții respective.
- interogare încrucișată - etapă în cadrul unui proces juridic, în special în sistemele acuzatoriale, unde părțile implicate în proces au posibilitatea de a pune întrebări martorilor aduși de partea adversă, pentru verificarea credibilității și acurateței mărturiilor și clarificarea faptelor prezentate și evidențierea eventualele contradicții sau neconcordanțe în declarațiile martorilor.

- interpretarea normelor juridice - procesul de analiză și înțelegere a sensului și semnificației legilor sau regulilor juridice.
- intervenție voluntară - cererea unui terț de a intra într-un proces pornit de alte părți, pentru a-și apăra un drept propriu sau pentru a apăra dreptul unei părți din acel proces.
- interzicerea unor drepturi  - pedeapsă complementară care constă în: dreptul de a alege sau de a fi ales, de a ocupa o funcție sau de a exercita o profesie.
- intimat - (parte într-un proces) care se află în situația unui pârât în caz de recurs sau în altă cale de atac.
- intravilan (teritoriu ~) - zonă care cuprinde suprafața construită și construibilă a unei localități; vezi și extravilan.
- inviolabilitate - caracteristică a unor valori sociale care creează obligația respectării lor de către toți membrii societății (exemple: inviolabilitatea persoanei, a domiciliului, a secretului corespondenței etc.); încălcarea acestei obligații constituie infracțiune (exemple: viol, violare de domiciliu, violare a secretului corespondenței etc.).
- ipotecă - drept real accesoriu care grevează un imobil constituit în avantajul creditorului ca garanție pentru plata datoriei.

## Î
- îmbogățire fără justă cauză - situația în care o persoană devine mai bogată sau dobândește un beneficiu fără să aibă o bază legală sau o justificare logică pentru această creștere a averii.
- împroprietărire – act prin care se atribuie unei persoane un lot agricol, un lot de casă sau o locuință, cu sau fără plată.
- împuternicire - autorizare a cuiva de a face ceva; vezi și: mandat, procură.

- împuternicire avocațială - înscrisul ce are semnificația de procură, prin care avocatul este împuternicit de client să îl asiste/reprezinte în fața instanțelor judecătorești.

- încarcerare - pedeapsă privativă de libertate care constă în menținerea în închisoare a condamnatului pe o perioadă stabilită de judecător în conformitate cu legea.
- încălcarea dreptului la apărare - situație în care o persoană implicată într-un proces judiciar nu beneficiază de toate garanțiile și posibilitățile legale pentru a-și prezenta și susține cauza în fața instanței, ceea ce poate afecta validitatea procedurilor și a hotărârilor judecătorești.
- încercare de împăcare a părților - obligație impusă de judecător de stărui, înainte de începerea dezbaterilor, pentru împăcarea părților sau a soților (în cazul divorțului).
- închisoare:

- clădire, loc în care o persoană își execută o pedeapsă privativă de libertate; temniță, pușcărie, penitenciar, arest;
- una dintre pedepsele principale, constând în privarea de libertate a condamnatului și executarea unui regim impus de lege în închisoare.
- închisoare corecțională - formă de detenție care are ca scop principal reeducarea și reintegrarea socială a persoanelor condamnate, deci care se concentrează mai mult pe reabilitarea și reformarea infractorului decât pe pedepsirea sa, cu scopul de a preveni recidiva și de a reduce criminalitatea.
- închisoare pe viață⁠(d) - pedeapsă penală care implică privarea de libertate (închisoare) a unei persoane pentru restul vieții sale; este una dintre cele mai severe sancțiuni impuse de un sistem juridic.

- înscris - declarație în scris care poate servi ca mijloc de probă sau care contribuie la aflarea adevărului în cauză.

- înscris preconstituit - act constatator întocmit la încheierea unui act juridic, în scopul de a servi drept probă.
- înscris sub semnătură privată - înscris semnat, uneori și întocmit de persoanele care au făcut actul juridic constatat prin acest înscris.

- înstrăinare:

-trecerea cuiva (prin vânzare) în stăpânire a unui bun material;
- părăsire a familiei, locul de naștere sau de reședință, prin stabilire în altă parte.
- înșelăciune - vezi fraudă.
- întâmpinare - act procedural prin care partea pârâtă răspunde la cererea de chemare în judecată formulată de reclamant și prin care pârâtul prezintă argumentele și dovezile sale, contestă faptele și susținerile reclamantului și poate invoca excepții sau apărări.
- învinuit - vezi acuzat.

## J
- judecată:

– activitate a unei instanțe în legătură cu soluționarea unei spețe;
– soluție dată unei spețe.
- judecată în apel - a doua etapă a fazei procesuale a judecății după judecarea în primă instanță și înaintea judecării în recurs, în care instanța de apel, superioară în grad, verifică legalitatea și temeinicia sentinței pronunțate în primă instanță pe baza materialelor din dosarul cauzei și a oricăror probe noi ce i se aduc.
- judecată în primă instanță - vezi judecată pe fond.
- judecată pe fond - judecată pe întreaga problemă litigioasă sau pe o parte a acesteia, când cauza a fost soluționată pe o excepție, iar avocatul poate să solicite casarea hotărârii cu trimitere la instanța inferioară pentru a se judeca fondul cauzei; dobândește autoritate de lucru judecat, dacă nu este supusă căilor de atac prevăzute de lege; altă denumire: judecată în primă instanță.
- judecată pe procedură - analiza și soluționarea aspectelor procedurale ale unui caz în cadrul unui proces judiciar, adică respectarea normelor legale și a regulilor de procedură care guvernează desfășurarea procesului, fără a aborda fondul litigiului.

- judecător – funcționar de stat, numit sau ales, care soluționează pe calea justiției procesele prin pronunțarea unei hotărâri.

- judecător de instrucție - magistrat însărcinat cu cercetarea cauzelor penale.
- judecător de pace - magistrat care conducea o judecătorie de pace.

- judecătorie – instanță judecătorească având competența de a soluționa anumite cazuri prevăzute de lege.
- judiciarizare a puterii - fenomenul prin care puterea judiciară (sistemul de justiție) joacă un rol tot mai activ și influent în deciziile și funcționarea altor sfere ale puterii statale, precum cea legislativă sau executivă.[10]
- jura novit curia - formulă latină ce indică prezumția că judecătorul cunoaște legea și că nimeni nu se poate prevala de necunoașterea acesteia.
- jurământ - procedură prin care un judecător cere martorilor într-un proces să promită solemn că vor spune adevărul.
- juridic - care ține de drept, privitor la drept; vezi și persoană juridică.
- jurisdicție:

- putere, competență de a judeca a unui judecător sau a unei instanțe;
- ansamblul organelor care au competența de a judeca spețe de aceeași categorie; vezi și organ de jurisdicție;
- teritoriu în care un judecător sau o instanță judecătorească își exercită puterea.
- juris et de jure - formulă latină despre o prezumpție care nu poate fi combătută de o probă contrarie.
- jurisprudență:

- totalitatea hotărârilor pronunțate de organele de jurisdicție într-un anumit domeniu;
- analiza naturii dreptului și a sistemelor juridice; filozofia dreptului;
- interpretare a unei situații neprevăzute de lege care capătă putere de lege.
- juris tantum - formulă latină care indică faptul că o prezumție care poate fi combătută de proba contrarie.
- juriu - totalitatea juraților care intră în componența curților cu juri, a unei instanțe de judecată.
- jus gentium:

- (în dreptul roman) termen folosit pentru a desemna normele care se aplicau nu doar romanilor, ci și străinilor (gentes) și se baza pe principiile de echitate și justiție;
- ( în dreptul internațional) normele care guvernează comportamentul statelor și organizațiilor internaționale.
- jus soli - formulă latină ce susține că stabilirea naționalității se face în funcție de locul de naștere al cetățeanului.
- justificare - argument prin care o faptă penală poate să nu fie pedepsită, chiar dacă este prevăzută de legea penală.
- justiție:

- totalitatea organelor de jurisdicție dintr-un stat; ansamblul legilor și al instanțelor judecătorești; sistemul de funcționare a acestor instanțe;
- activitate fundamentală a statului, care constă în soluționarea litigiilor.

## L
- lapidare - pedeapsă capitală care constă în uciderea condamnatului cu pietre, de către întreaga comunitate (vezi și linșaj).
- latură obiectivă - una dintre cele două laturi ale infracțiunii care constă în manifestările exterioare prin care se realizează acțiunea sau inacțiunea și se produc urmările socialmente periculoase.
- latură subiectivă - una din laturile infracțiunii care constă în atitudinea conștiinței față de faptă concepută și urmările acesteia; are ca elemente: elementul subiectiv (vinovăția), mobilul și scopul.
- legalism - în filozofia occidentală, concept care se referă la o abordare rigidă, formală și strictă a normelor, regulilor și legilor, cu un accent deosebit pe respectarea formalităților și procedurilor.
- legalitate – principiu potrivit căruia toate organele și organizațiile de stat, funcționarii, cetățenii și ceilalți locuitori sunt obligați să respecte legea.
- legalizare – procedură prin care se atestă de către organul competent fie semnătura de pe un înscris ca aparținând persoanei care l-a semnat, fie conformitatea unei cópii ori a unei traduceri.
- legat:

- bun material transmis printr-o dispoziție testamentară;
- dispoziție testamentară prin care o persoană lasă după moartea sa, cu titlu gratuit, o parte din bunurile pe care le posedă.
- legat universal - dispoziție testamentară prin care o persoană lasă după moartea sa uneia sau mai multor persoane totalitatea bunurilor posedate.

- legatar - beneficiarul unei dispoziții cuprinse într-un testament prin care i se lasă acelei persoane, cu titlu gratuit, un întreg patrimoniu sau o fracțiune din acesta sau unul sau mai multe bunuri.

- legatar cu titlu universal - persoană care beneficiază de toate bunurile lăsate de o altă persoană prin testament.

- lege - totalitate a normelor cu caracter obligatoriu stabilite și apărate de puterea de stat.
- legea de împrumut și închiriere - lege promulgată de Roosevelt în timpul celui de-al Doilea Război Mondial, care dispunea vânzarea, închirierea sau împrumutarea oricărei categorii de mijloace militare tuturor țărilor a căror apărare era socotită vitală pentru apărarea Statelor Unite.

- lege imperativă - lege care nu poate fi eludată de cel căruia i se aplică.
- lege organică - un anumit tip de lege specială prin care se reglementează sistemul electoral, funcționarea partidelor politice, organizarea referendumului, starea de asediu și starea de urgență, legislația privind raporturile de muncă, statutul minorităților etc.
- lege penală - set de norme juridice ce stabilesc atât ce fapte sunt interzise (infracțiunile), cât și sancțiunile aplicabile celor care comit astfel de fapte și care asigură cadrul legal prin care societatea trage la răspundere pe cei care comit fapte ilegale, oferind garanții că sancțiunile sunt aplicate în mod just și echitabil.

- lege penală mai favorabilă - norma penală care, atunci când există mai multe legi aplicabile unei infracțiuni în momente diferite, prevede dispoziții mai blânde sau mai avantajoase pentru infractor; vezi și ultraactivitate.

- lege pozitivă - normă juridică recunoscută (dacă este vorba de o lege naturală) sau stabilită de o instanță politică.
- lege temporară - lege adoptată pentru a avea efect doar pe o perioadă de timp determinată, specificată în textul acesteia, ca după expirarea termenului prevăzut, să înceteaze să mai producă efecte juridice, fără a fi necesară abrogarea acesteia.

- legislație - totalitatea legilor și actelor normative dintr-un stat sau dintr-un domeniu juridic.

- legislația primară - normele juridice fundamentale, emise de o autoritate legislativă, precum Parlamentul, care constituie baza legală pentru toate celelalte acte normative, fiind deci considerate norme de rang superior, având prioritate și autoritate față de legislația secundară.
- legislație secundară - set de norme juridice emise de autorități sau instituții care au fost împuternicite de legislația primară (precum o lege sau constituția) pentru a detalia și implementa dispozițiile acesteia; exemple: hotărâri de guvern, ordin de ministru, regulamente.

- legitimă apărare - fapt care justifică ripostarea prin violență la o agresiune nedreaptă împotriva unor persoane sau bunuri.
- libera circulație - principiu UE pe baza căruia cetățenii europeni pot staționa sau se pot deplasa dintr-o țară în alta.
- libertate:

- starea unei persoane care se bucură de deplinătatea drepturilor politice și civile în stat;
- situația unei persoane care nu se află închisă sau întemnițată.
- libertate de panoramă - prevedere în legislațiile anumitor state care permite fotografierea sau filmarea clădirilor, sculpturilor sau altor opere de artă, amplasate în spațiul public.

- linșaj - uciderea fără judecată de către un grup agitat în prealabil (vezi și lapidare).
- litigiu - conflict între persoane, instituții, state etc. care poate forma obiectul unui proces, unui arbitraj etc.
- litispendență - situație în care același litigiu constituie obiectul a două acțiuni judecătorești introduse spre soluționare la două organe de jurisdicție de același grad.
- loc de muncă - spațiu fizic sau virtual în care o persoană își desfășoară activitatea profesională în baza unui contract de muncă și care este reglementat pentru a asigura drepturile și protecția angajaților, inclusiv în ceea ce privește condițiile de muncă, sănătatea și securitatea la locul de muncă, programul de lucru și salariul.
- lotizare - împărțirea unui teren în loturi pentru a fi atribuite, de regulă de un notar, celor care au dreptul la acestea, conform acțiunii juridice și probelor administrate.

## M
- magistrat – funcționar care îndeplinește o activitate judecătorească, constând în principal în soluționarea litigiilor (judecător) sau exercitarea acțiunilor penale (procuror).
- magistratură – totalitatea persoanelor care îndeplinesc funcția de magistrat.
- majorat - vârstă de la care cineva se poate bucura, prin lege, în totalitate de drepturi civile și politice; starea juridică a celui devenit major.
- mandat – contract prin care o persoană (mandatar) se obligă să îndeplinească anumite acte juridice pe seama unei alte persoane (mandant) de la care primește însărcinarea; vezi și procură.

- mandat de aducere – ordin dat unui organ de poliție de a aduce o persoană în fața unei instanțe judecătorești sau unui organ de cercetare penală, pentru a da declarații sau pentru a efectua anumite expertize.
- mandat de arestare – act scris prin care organul judecătoresc competent ordonă arestarea unui învinuit, inculpat sau condamnat.
- mandat de percheziție - ordin judecătoresc emis de un magistrat sau de un judecător pentru a autoriza poliția să efectueze o percheziție a unei persoane, a unei locații sau a unui vehicul pentru dovezi ale unei infracțiuni.

- martor:

- persoană chemată să declare în fața unei instanțe judecătorești sau a altui for de cercetare, tot ce știe în legătură cu un fapt pe care îl cunoaște direct;
- persoană chemată, conform legii, să asiste la întocmirea unor acte, pe care le cunoaște direct sau pentru a le da valoare legală.
- martor ocular - persoană care a văzut cum s-a petrecut un fapt.
- materie - genul de litigiu în funcție de care este repartizată acțiunea la o instanță civilă, comercială etc. și care evocă obiectul acțiunii, care reprezintă fondul.
- maternitate - legătură juridică dintre mamă și copil.
- mărturie - declarația făcută de o persoană (martor) sub jurământ sau sub promisiunea de a spune adevărul, în cadrul unui proces sau al unei investigații judiciare și care este utilizată pentru a oferi instanței sau altui organ judiciar informații relevante despre faptele sau evenimentele în legătură cu un caz aflat în desfășurare.

- mărturie falsă - infracțiune care constă în fapta unui martor de a face, sub prestare de jurământ, afirmații mincinoase sau de a nu spune tot ce știe.

- măsuri de siguranță – sancțiuni de drept penal cu caracter exclusiv preventiv care au ca scop înlăturarea unei stări care a generat comiterea unei infracțiuni și preîntâmpinarea repetării săvârșirii faptelor prevăzute de legea penală.
- mediator - o terță persoană numită de judecător cu acordul părților și plătită ca expert pentru a găsi o soluție în rezolvarea conflictului dintre părți.
- modus operandi⁠(d) - termen utilizat în investigațiile criminale care descrie metoda specifică prin care o persoană, în special un infractor, comite o anumită acțiune sau infracțiune,  obiceiurile, tehnicile și procedurile folosite de un individ și care pot ajuta la identificarea sau profilarea acestuia.[11]
- moravuri ușoare - purtări, practici imorale.
- moștenire:

-  transmitere a patrimoniului unei persoane decedate către una sau mai multe persoane în viață, în temeiul legii, al unui testament sau al unui contract de donație de bunuri viitoare;
- bunuri materiale rămase de la o persoană decedată și transmise altei (sau altor) persoane rămase în viață.
- moștenire vacantă - situație în care o persoană decedată nu are moștenitori legali sau cunoscuți; în acest caz, bunurile acelei persoane pot deveni "vacante" sau fără moștenitor imediat.

- moștenitor:

- persoană care moștenește, care are drept de succesiune legală sau testamentară;
- persoană care urmează pe cineva într-un post, într-o demnitate; succesor, urmaș.

## N
- naturalizare – denumire dată procedurii de acordare, la cerere, a cetățeniei de către organul de stat competent.
- naționalitate - legătură juridică și politică dintre o persoană fizică sau juridică și un stat.
- "ne bis in idem" - vezi "non bis in idem".
- necompetență - situație procesuală apărută ca urmare a faptului că organul de jurisdicție sesizat cu o acțiune civilă nu are capacitatea de a soluționa litigiul dintre părți.
- nedemnitate succesorală - decădere din drepturi a unui moștenitor vinovat de o faptă gravă față de cel pe care trebuia să îl moștenească și care conduce la excluderea lui de la succesiune.
- nefondat - neconformitate a unei cereri formulate în instanță cu regulile de drept care se aplică privind cererea respectivă.
- neretroactivitate - vezi principiul neretroactivității.
- nevinovăție - vezi inocență.
- "nolo contendere⁠(d)" - expresie latină folosită pentru a desemna o declarație a inculpatului în fața instanței prin care acesta nu contestă acuzațiile, dar nici nu recunoaște explicit vinovăția; vezi și acord de recunoaștere a vinovăției⁠(d).[necesită citare]
- "non bis in idem" - expresie care denumește regula potrivit căreia o persoană nu poate fi urmărită ori judecată de două ori pentru aceeași faptă.
- nonucidere - termen care se referă la absența uciderii, amenințări de ucidere, și condiții ce determină uciderea în societatea umană.
- normă juridică - regulă juridică, care este generală, impersonală și instituită de autoritatea publică.
- normă penală - subdiviziune a unui act normativ penal care prescrie un comportament de urmat și stabilește sancțiuni pentru nerespectarea sa.

- normă penală procesuală - dispoziții prin care se prescriu reguli de desfășurare a procesului penal sau a oricărei alte activități judiciare, precum și sancțiunile aplicabile în cazul încălcării acestora.

- notar -  funcționar public învestit cu atribuția de a autentifica acte juridice, de a legaliza semnături, de a elibera copii legalizate, certificate etc.
- notificare - act de procedură care constă în înștiințarea unei persoane printr-un agent judecătoresc sau prin poștă că un act juridic a fost sau va fi îndeplinit.
- nulitate - sancțiune a actului juridic care suprimă, în principiu și pentru trecut, acele efecte ale actului care sunt potrivnice dispozițiilor legale.

- nulitate procesuală – acea sancțiune procesuală care lovește orice act juridic efectuat cu încălcarea anumitor dispoziții prevăzute de lege pentru validitatea sa, lipsindu-l de eficacitate (vezi și sancțiune formală).

- "nullum crimen sine lege" - principiu conform căruia constituie infracțiune numai fapta pe care legea o prevede ca atare.
- nume - numele de familie, obținut pe baza filiației și care este purtat de toți membrii unei familii.

## O
- obligație - raport juridic în temeiul căruia o persoană are dreptul de a pretinde altei persoane să dea sau să facă ceva.

- obligație alternativă - obligație care specifică pentru debitor mai multe feluri de a se achita și posibilitatea de a alege între ele.
- obligație civilă - obligația care în caz de neexecutare este sancționată de drept.

- oficios - caracteristică a unui act care, deși nu are un caracter oficial, emană totuși de la o autoritate publică.
- ofițer al stării civile - persoană însărcinată cu încheierea actelor de stare civilă și cu oficierea căsătoriei civile.
- olograf - vezi autograf.
- ombudsman -

- specialist care asigură asistență (juridică, economică) unei instituții, unei societăți comerciale etc. (pentru rezolvarea unor litigii);
- instituția Avocatului Poporului în Uniunea Europeană, persoană care conduce această instituție;
- (în țările scandinave) personalitate independentă care are sarcina să examineze plângerile cetățenilor împotriva administrației.
- omitere - actul de a lăsa ceva neîndeplinit sau de a nu include o informație, un detaliu sau o acțiune care ar fi trebuit să fie realizată conform legii sau unei obligații legale.

- omitere a termenului legal - faptul când una din părți nu depune o cerere sau o contestare în termenul legal stabilit, ceea ce poate duce la pierderea dreptului de a solicita o anumită cale de atac sau de a exercita un drept.
- omitere a unei probe - în cadrul unui proces judiciar, neprezentarea, de către una din părți, a unei probe esențiale, care ar putea influența soluția cauzei.

- omologare - confirmare, în baza autorității conferite de lege, a valorii sau a autenticității unui act scris.
- omor - infracțiune care constă în uciderea unei persoane; sinonim: ucidere; vezi și crimă.
- omucidere - comportament prin care se suprimă viața unei persoane; vezi și omor.
- oneros - (despre contracte, convenții etc.) care impune cuiva sarcini, obligații; vezi și act cu titlu oneros.
- onorariu - plată, retribuție pentru un serviciu prestat de o persoană cu profesiune liberă intelectuală (avocat, medic etc.).
- opozabilitate - calitate a unui act juridic, a unui drept subiectiv sau a unui mijloc de apărare de a produce efecte atât între părți, cât și față de terți.
- opoziție la căsătorie - manifestare de voință care urmărește să împiedice o căsătorie și având printre cauze faptul că unul dintre viitori soți intră în bigamie, are starea de sănătate precară sau nu a semnat  cererea și declarația de căsătorie.
- opunere la arestare - acțiunea unei persoane de a rezista sau de a împiedica, prin forță fizică, amenințări⁠(d) sau alte mijloace, executarea unei măsuri legale de arestare sau reținere de către autoritățile competente, cum ar fi poliția sau alți agenți ai statului; poate fi asociată cu alte infracțiuni suplimentare, cum ar fi ultraj⁠(d), împiedicarea justiției⁠(d) sau revoltă.
- ordin al avocaților - organizație care cuprinde toți avocații dintr-un barou.
- ordin de protecție - decizie judecătorească prin care se interzice o persoană să se apropie sau să comunice cu o altă persoană, pentru a o proteja de abuz sau hărțuire.
- ordin de serviciu - act prin care cineva primește o însărcinare oficială; delegație.
- ordonanță de urgență - act normativ emis de Guvern în situații extraordinare a căror reglementare nu poate fi amânată.
- organ - grup de persoane care îndeplinește o funcție politică, socială, administrativă etc.; instituție politică, socială, administrativă etc. reprezentată de aceste persoane.

- organ de jurisdicție - organ de stat care îndeplinește funcții judecătorești.
- organ legislativ -  instituție sau un grup de persoane cu autoritatea de a crea, modifica și abroga legi; exemple: Parlamentul, Congresul SUA, adunări naționale.

- organizație fără scop lucrativ - vezi asociație non-profit.
- original - (despre acte, documente, opere literare și artistice, fotografii etc.) care constituie primul exemplar, care a servit sau poate servi drept bază pentru cópii, reproduceri sau multiplicări; care a fost produs pentru prima oară într-o anumită formă.
- originalism - doctrină juridică și metodologie interpretativă care susține că semnificația unui document ar trebui să fie înțeleasă prin referire la intenția originală a celor care au redactat documentul sau la înțelesul pe care l-ar fi avut termenii folosiți în momentul adoptării sale.
- ostatic - persoană răpită și sechestrată în vederea obținerii unor recompense bănești (răscumpărare⁠(d)) sau revendicări politice.

## P
- pacta sunt servanda - expresie latină care ilustrează faptul că un contract valabil încheiat are putere de lege între părțile contractante.
- pagubă -  pierdere materială suferită de cineva sau adusă cuiva; vezi și prejudiciu.
- parazitism social - termen utilizat în fostele țări comuniste referitor la persoanele care nu munceau sau care nu ofereau o contribuție semnificativă la societate și considerate o povară pentru societate.
- parchet:

- instituție judiciară care funcționează pe lângă unele instanțe judecătorești, cu atribuția de a exercita acțiunea penală și de a susține acuzarea la judecarea proceselor penale;
- membrii acestei instituții; local în care funcționează această instituție.
- partaj - procesul juridic (aplicat în cazul unui divorț, împărțirea unei moșteniri sau a unei coproprietăți) prin care se împarte un bun sau un ansamblu de bunuri deținute de mai multe persoane, astfel încât fiecare coproprietar să primească o parte individualizată.
- parte - persoană ce a participat la încheierea unui act juridic, personal sau prin reprezentant, față de care se produc efectele actului juridic.

- parte civilă - denumire dată victimei unei infracțiuni și care solicită în instanță printr-o acțiune reparatorie o sumă de bani ca despăgubire.
- parte vătămată - persoană fizică (sau juridică) care a suferit o pagubă materială sau morală în urma săvârșirii de către altcineva a unei infracțiuni.

- pașaport - document de identitate eliberat de un stat și care permite titularului său să călătorească în străinătate.

- pașaport biometric - pașaport care conține un cip cu informații personalizate, unice pentru un individ (imaginea feței, amprente digitale etc.).

- paternitate:

- legătură, filiație pe linia tatălui;
- calitatea de autor al unei lucrări, al unei metode etc.
- patrimoniu:

- bun moștenit prin lege de la părinți, posesiune ereditară, avere părintească;
- bunurile, veniturile care aparțin unei persoane, unei colectivități, unui stat etc.; bun public.
- pârât - vezi acuzat.
- pedagogie juridică - ramură a pedagogiei care se ocupă cu studiul și dezvoltarea metodelor de predare și învățare specifice domeniului juridic, având ca obiectiv formarea și pregătirea studenților pentru a deveni profesioniști în domeniul juridic.
- pedeapsă - sancțiune aplicată făptuitorilor pentru infracțiunile, contravențiile comise și care poate fi excutată în libertate (cum ar fi amenda) sau poate fi privativă de libertate (închisoare).

- pedeapsă accesorie - pedeapsă alăturată pedepsei principale cu închisoarea și constau în interzicerea exercitării unor drepturi pe durata executării acesteia.
- pedeapsă colectivă - formă controversată de sancțiune deoarece încalcă principiul responsabilității individuale și care presupune că toți membrii grupului sunt pedepsiți pentru faptele comise de câțiva sau de unul dintre ei, chiar dacă ceilalți nu au fost implicați în mod direct în acțiunile respective.
- pedeapsă complementară - sancțiune care completează pedeapsa principală și care poate interzice: dreptul de a alege și de a fi ales, de a exercita anumite funcții, de a intra în contact cu victima, de a părăsi teritoriul statului etc.

- penal - (despre dispoziții cu caracter legal) care are un caracter represiv, se referă infracțiuni și prevede pedepsele care trebuie aplicate; vezi și: cod penal, drept penal, proces penal, sancțiune penală, clauză penală.
- percheziție - cercetare făcută de către organele de urmărire penală sau de procuror asupra unei persoane ori la domiciliul acesteia, pentru strângerea probelor privitoare la o infracțiune sau pentru descoperirea infractorului.
- persoană fizică - om considerat ca subiect cu drepturi și cu obligații și care participă în această calitate la raporturile juridice civile.
- persoană juridică - organizație cu patrimoniu propriu și administrație de sine stătătoare, care se bucură de capacitatea de a avea drepturi și obligații.
- petiție - expunere scrisă adresată de o persoană sau de un grup de persoane unei instituții, unei organizații, unei autorități, în care se formulează o cerere, o revendicare, un punct de vedere etc.
- plată - transferul de bani, bunuri sau servicii ca modalitate de achitare a unei datorii sau pentru a compensa o obligație.
- plângere - acțiune prin care o persoană sau o organizație solicită o instanță judecătorească să rezolve o problemă sau un conflict legal.

- plângere contravențională - cale de atac utilizată împotriva constatării și sancționării contravenționale.

- pledoarie - vezi: apărare, discurs.
- poligraf - aparat în practica organelor de urmărire penală pentru a detecta, prin înregistrarea efectelor fiziologice și a emoțiilor provocate de întrebări, dacă cel interogat spune adevărul sau nu. (sinonim: detector de minciuni).
- poprire - măsură dispusă de o instanță judecătorească de indisponibilizare a unor sume de bani ori a unor produse datorate debitorului de către o persoană, urmând ca ele să servească plății creditorului după validarea popririi.
- postglosatori – vezi glosatori.
- pozitivism juridic - teorie și o filozofie a dreptului care susține că dreptul este un set de reguli create și impuse de o autoritate legitimă, cum ar fi statul, și că acest drept trebuie respectat și aplicat indiferent de considerentele morale sau etice, punându-se accent pe faptul că dreptul este un construct social, format din legi și norme care există independent de valorile morale.
- precedent judiciar - hotărâre a unui tribunal sau a unei instanțe superioare care stabilește un principiu legal sau o interpretare a legii care poate fi folosită ca ghid pentru hotărâri similare în cazuri ulterioare.
- preempțiune:

- dreptul de a cumpăra sau achiziționa (în particular, al Administrației de Stat) înaintea oricărei alte persoane;
- actul de cumpărare sau achiziție prin aplicarea acestui drept.
- prejudiciu:

- pierdere materială sau morală provocată cuiva; daună; pagubă;
- atingere adusă intereselor matrimoniale ale unei persoane ori reputației sau onoarei sale.
- premeditare - circumstanță agravantă constând în săvârșirea în mod deliberat, pe baza unor pregătiri minuțioase, a unei infracțiuni.
- prenume - nume care se dă unui om la naștere și care distinge pe fiecare dintre membrii aceleiași familii; nume de botez.
- prescripție achizitivă - mod de dobândire a dreptului de proprietate asupra unui bun imobil prin exercitarea unei posesii îndelungate, sub nume de proprietar.
- prestație:

- formă de impozit constând în efectuarea unor munci sau în predarea unor produse ori a unor sume de bani, pentru realizarea unor lucrări de interes public etc.; muncă, produse, bani care constituie această formă de impozit;
- muncă de scurtă durată (de obicei gratuită) efectuată pentru lucrări de interes public; sumă de bani care reprezintă contravaloarea (neefectuată a) acestei munci.
- prevalare:

- abuzul de putere al unei persoane în scopul obținerii unui avantaj;
- situația în care o lege sau o regulă are prioritate față de alta, într-un anumit context.
- prezumtiv - care urmează să moștenească o demnitate, o funcție etc. sau să succeadă pe cineva într-o demnitate, într-o funcție.
- prezumție - concluzie trasă de lege sau de organul de jurisdicție asupra existenței unui fapt necunoscut și care nu poate fi dovedit direct, prin confirmarea unui fapt cunoscut.

- prezumție de autoritate părintească comună - faptul că la încredințarea copilului niciunul dintre părinți nu ar avea prioritate.
- prezumție de încredințare către mamă - formă de preferință maternă referitoare la încredințarea copilului.
- prezumție de încredințare către tată - formă de preferință paternă referitoare la încredințarea copilului.
- prezumție de nevinovăție - considerare a unei persoane acuzate și implicate într-un proces penal ca nevinovată și tratată ca atare până la pronunțarea sentinței judecătorești.

- prima instanță - instanță în compentența căreia este judecarea unui proces pentru prima dată.
- principiul neretroactivității - principiu potrivit căruia o lege nu poate produce efecte și pentru trecut.
- privilegiu - drept conferit de lege unui creditor de a fi preferat celorlalți creditori, chiar ipotecari, în virtutea calității creanței sale.
- probatoriu - ansamblul de probe (documente, martori, expertize etc.) care sunt prezentate și folosite într-un proces pentru a demonstra faptele în fața instanței.
- probă - confirmare a unui adevăr, dovedire; dovadă, semn, mărturie în sprijinul cuiva sau a ceva.

- probă circumstanțială - formă de probă care nu furnizează o dovadă directă a faptului sau a concluziei pe care încearcă să o demonstreze, ci oferă indicii, situații sau circumstanțe care, atunci când sunt analizate împreună, pot conduce la o concluzie sau o deducție despre existența sau non-existența unui anumit fapt.
- probă cu martori - susținere prin martori a unei afirmații în fața instanțelor de judecată.

- procedură - formalitățile care trebuie îndeplinite pentru a supune o pretenție unui judecător.

- procedură acuzatorială - procedură judiciară în cadrul căreia rolul administrării probelor revine exclusiv părților, judecătorul rămânând pasiv.
- procedură simplificată - set de reguli și măsuri menite să accelereze și să eficientizeze procesul judiciar; se aplică atunci când inculpatul își recunoaște vinovăția și are ca efect reducerea duratei procesului, economisirea resurselor judiciare și oferirea unei soluții rapide și eficiente pentru părți.

- proces⁠(d) (judiciar) - acțiune în justiție făcută pentru soluționarea unui diferend între două părți care sunt în litigiu sau pentru constatarea și sancționarea încălcării legilor statului; acțiune judecătorească; totalitatea actelor, documentelor adunate în vederea acestei acțiuni.

- proces administrativ - proces care implică disputarea deciziilor administrative sau pentru a contesta hotărârile luate de organizațiile guvernamentale, cum ar fi agențiile și comisiile.
- proces civil - proces care implică dispute legate de drepturi civile, cum ar fi proprietatea, contractele și prejudiciul și care nu implică acuzații penale și nu duc la sancțiuni penale, ci la repararea daunelor sau la restabilirea drepturilor.
- proces cu ușile închise - procedură juridică desfășurată fără prezența publicului sau a mass-media, în care accesul în sala de judecată este restricționat la părțile implicate, avocații acestora, judecătorii și, dacă este cazul, martorii chemați să depună mărturie.
- procesul de arbitraj - proces care implică rezolvarea disputei între părțile implicate prin intermediul unui arbitru independent, în loc de instanța de judecată, utilizat în cazurile care implică drepturile comerciale și contractuale.
- proces de intenție - termen care se referă la elementul subiectiv al unei infracțiuni sau al unui delict, adică intenția sau conștientizarea persoanei care comite fapta.
- proces echitabil⁠(d) - drept stipulat de Convenția Europeană a Drepturilor Omului și care precede posibilitatea unui recurs efectiv în fața unui tribunal, dreptul la o instanță independentă și imparțială, dreptul la un proces public care să respecte egalitatea de șanse și care să conducă la o judecată făcută într-un termen rezonabil.
- proces înscenat - tip de proces în care autoritățile judiciare au hotărât deja vinovăția acuzatului.
- proces penal - procedură juridică, reglementată prin Codul de procedură penală, având ca scop stabilirea existenței unei infracțiuni, identificarea autorului, aplicarea unei pedepse în cazul vinovăției și, după caz, repararea prejudiciului cauzat părții vătămate; vezi și drept procesual penal.
- proces public - procedură judiciară deschisă publicului, în care oricine poate asista la ședințele de judecată, iar informațiile legate de desfășurarea procesului sunt accesibile, inclusiv prin intermediul mass-media.
- proces verbal - document în care este notat pe scurt conținutul discuțiilor desfășurate și a hotărârilor adoptate la o adunare sau ședință ori prin care se consemnează o constatare, un acord etc.

- procură - împuternicire legalizată prin care cineva poate reprezenta o persoană fizică sau juridică și poate acționa în numele acesteia; act prin care se dă această împuternicire; vezi și mandat.

- procură generală -  împuternicire legalizată, oficială prin care o anumită persoană investește cu puteri depline pe o altă persoană pentru a acționa în numele ei într-o anumită situație dată.

- procuror:

- membru al procuraturii, care supraveghează justa aplicare a legilor și care reprezintă interesele statului într-un proces;
- magistrat atașat pe lângă o instanță judecătorească și având rolul de acuzator public.
- procuror general - magistrat care este la conducerea ministerului public.

- profesie - ocupație, îndeletnicire cu caracter permanent, pe care o exercită cineva în baza unei calificări corespunzătoare; complex de cunoștințe teoretice și de deprinderi practice care definesc pregătirea cuiva; meserie.

- profesie liberală - profesie bazată pe munca intelectuală și exercitată de persoane neaflate în serviciu plătit (scriitor, pictor etc.) și care este membru într-un ordin profesional.
- profesie reglementată - activitatea sau ansamblul de activități profesionale reglementate conform legii, care compun respectiva profesie.

- profilare a unui infractor - utilizarea datelor și analizelor pentru a crea o descriere psihologică și comportamentală a unei persoane necunoscute care a comis o infracțiune.[13][14]
- proiect de lege - text de lege care este în pregătire și a cărui inițiativă aparține guvernului.
- promulgare - act prin care șeful statului dispune publicarea și intrarea în vigoare a unei legi care devine executorie.
- proporționalitate - principiul conform căruia sancțiunile și măsurile luate de către instanțele judiciare sau alte autorități trebuie să fie proporționale cu gravitatea și circumstanțele infracțiunii sau faptei pentru care se aplică.
- proprietate - stăpânire deplină asupra unui bun; bun material stăpânit, mai ales pământ (agricol) sau imobil, în baza unui drept recunoscut; vezi și drept de proprietate.

- proprietate comună în devălmășie - tip de proprietate comună în care mai multe persoane (coproprietari) dețin împreună un bun sau un ansamblu de bunuri, fără ca părțile lor să fie delimitate în mod concret sau divizibile în cote determinate.
- proprietate imobiliară - proprietate care constă din terenuri și clădiri.
- proprietate intelectuală - drepturile referitoare la: opere literare, artistice și științifice; interpretări ale artiștilor interpreți și execuții ale artiștilor executanți, fonograme și emisiuni ale radiodifuziunii; invenții în toate domeniile activității umane, descoperiri științifice.
- proprietate literară (sau artistică) - drept de care se bucură un autor de a dispune după voie de operele sale literare sau artistice, putându-le edita, reproduce etc.
- proprietate privată - proprietate care aparține persoanelor fizice, persoanelor juridice, statului sau unităților administrativ-teritoriale, fiind formate de obicei din orice bunuri, cu excepția celor aflate exclusiv în proprietate publică, și asupra cărora titularul sau proprietarul exercită posesia, folosința și dispoziția în interes propriu, însă în limitele determinate de lege.
- proprietate publică - proprietate care aparține statului sau unităților administrativ-teritoriale, fiind formată din bunuri care, potrivit legii, sunt de domeniul public ori care, prin natura lor, sunt de uz sau de interes public.

- prorogare:

- act prin care se amână sau se suspendă activitatea unui corp constituit, a unei adunări legislative etc.;
- extindere a competenței unui organ de jurisdicție în temeiul unei dispoziții normative.
- protecția identității - măsuri pentru a preveni expunerea sau compromiterea identității unei persoane în cadrul unui proces juridic; vezi și dreptul la anonimat.
- punerea în executare - procesul prin care o hotărâre judecătorească sau un alt act legal (cum ar fi o decizie a unei autorități publice) este adus la îndeplinire, astfel încât să producă efectele prevăzute de lege; aceasta implică aplicarea forțată a unei sentințe, fie că este vorba despre o condamnare penală, recuperarea unei datorii, evacuarea dintr-un imobil sau alte obligații stabilite de instanță.
- punere sub acuzare - actul prin care o persoană este oficial acuzată de comiterea unei infracțiuni de către autoritățile judiciare, de obicei procurorul, în cadrul procesului penal; marchează trecerea de la statutul de suspect la cel de inculpat.

## R
- raport juridic - relație între persoane sau entități care derivă din norme legale sau contractuale și care apare atunci când acestea sunt implicate într-o situație legală, fie că este vorba despre drepturi și obligații, dispute sau alte aspecte reglementate de lege.
- răspundere:

- consecință rezultată din neîndeplinirea unei obligații legale;
- obligația de a răspunde pentru un prejudiciu provocat.
- răspundere civilă - obligația debitorului care nu a executat contractul sau a săvârșit, în afară de contract, o faptă păgubitoare, de a repara prejudiciul cauzat astfel.

- răspundere civilă delictuală - specia de răspundere juridică prin intermediul căreia o persoană care a cauzat alteia un prejudiciu este obligată să-l repare.

- răspundere colectivă - răspundere a unui organ colegial, în întregul său, pentru executarea obligațiilor ce intră în atribuțiile sale potrivit legii.
- răspundere contractuală - răspundere legată de obligațiile asumate în cadrul unui contract când părțile implicate au obligația de a respecta termenii și condițiile stipulate în acordul lor.
- răspundere disciplinară - obligația de suportare, de către angajatul care a încălcat regulile de disciplină a muncii, a unei pedepse (pedeapsă disciplinară).
- răspundere individuală - expresie care se referă la faptul fiecare persoană este răspunzătoare pentru propriile acțiuni, decizii și comportamente, deci un individ ar trebui să suporte consecințele faptelor sale, fie ele pozitive sau negative și să fie judecat doar pentru ceea ce a făcut el însuși, nu pentru acțiunile altora; sinonim: responsabilitate individuală.
- răspundere internațională - suportarea, de către statul care a încălcat anumite norme de drept internațional ori de către persoana fizică vinovată, a unor sancțiuni de ordin moral, politic, penal, precum și obligația de reparare a pagubelor astfel cauzate.
- răspundere materială - obligația angajatului de a repara paguba cauzată celui care l-a angajat.
- răspundere penală - obligația unei persoane care a săvârșit o infracțiune de a suporta consecințele legale ale faptei sale, respectiv pedeapsa stabilită de legea penală.
- răspundere pentru fapta altuia - formă a răspunderii civile delictuale, care presupune răspunderea unei persoane pentru fapta ilicită a unui minor sau a unei persoane puse sub interdicție.
- răspundere profesională -  responsabilitatea pe care o profesie o poate impune membrilor săi; de exemplu, avocații, medicii și contabilii pot fi supuși răspunderii profesionale pentru nereguli sau erori în exercitarea profesiei lor.

- rea-credință - comportament incorect care conduce cealaltă parte a unui proces la pierderea unui beneficiu, la reducerea unui drept, pe care partea în pierdere le poate solicita în integralitate.
- rechizitoriu:

- cuvântare a procurorului în care acesta expune, în fața instanțelor de judecată, motivele pe care se sprijină acuzarea; vezi și: inculpare, discurs;
- act prin care procurorul deschide acțiunea penală împotriva infractorului și dispune trimiterea acestuia în judecată.
- recidivă - situația în care o persoană comite o nouă infracțiune după ce a fost deja condamnată definitiv pentru o infracțiune anterioară; atrage sancțiuni mai severe pentru infracțiunea ulterioară, având în vedere istoricul penal al persoanei.

- recidiva postcondamnatorie (recidiva propriu-zisă) - cazul când o persoană comite o nouă infracțiune după ce a fost deja condamnată definitiv pentru o infracțiune anterioară și și-a executat pedeapsa, a fost grațiată sau pedeapsa a fost suspendată.
- recidiva postexecutorie - cazul în care persoana comite o nouă infracțiune după ce a executat efectiv pedeapsa aplicată pentru infracțiunea anterioară.

- reclamant - persoană care se adresează justiției pentru a obține repararea unei nedreptăți, a unei pagube cauzate de cineva, în general pentru a i se recunoaște un drept.
- reclamat - vezi acuzat.
- reconciliere - împăcarea părților implicate întrun proces și care, în cele mai multe cazuri, întrerupe procedura.
- reconvențiune - vezi cerere reconvențională.
- recunoaștere a datoriei - act prin care o persoană recunoaște că datorează o sumă de bani altei persoane.
- recurs - cale de atac prin care se cere unei instanțe superioare să verifice legalitatea și temeinicia unei hotărâri judecătorești nedefinitive, în vederea anulării sau modificării ei.

- recurs în anulare - cale de atac împotriva hotărârilor judecătorești irevocabile, în materie civilă, respectiv a hotărârilor definitive, în materie penală, exercitabilă de procurorul general, din oficiu sau la cererea ministrului justiției, la Curtea Supremă de Justiție.

- recuzare:

- cerere de retragere din completul de judecată a unui judecător, în cazul în care se pune la îndoială obiectivitatea sa; vezi și bănuială legitimă;
- respingere, nerecunoaștere a competenței sau autorității unui judecător, a unui martor, a unui jurat etc.
- reducere a pedepsei - decizie, luată de un judecător, care permite reducerea pedepsei private de libertate a unui condamnat în cazul în care acesta a avut un comportament bun în perioada detenției.
- regim celular - regim special în închisori, care constă în izolarea deținuților în celule individuale.
- regim de maximă siguranță - formă specială de executare a pedepsei privative de libertate, aplicată în penitenciare persoanelor condamnate care prezintă un grad ridicat de pericol social sau un risc crescut de evadare⁠(d), violență ori influențare negativă a altor deținuți.
- registru de stare civilă - condică în care sunt trecute acte de stare civilă privitoare la naștere, căsătorie, deces etc.
- regres - drept în virtutea căruia cineva care a plătit o sumă de bani din culpa altuia se întoarce împotriva acestuia din urmă pentru recuperarea sumei plătite.
- reintegrare socială - procesul prin care persoanele condamnate, după ce și-au ispășit pedeapsa, sunt ajutate să revină în comunitate și să ducă o viață normală și productivă, pentru a beneficia de o a doua șansă și pentru a proteja societatea prin reducerea riscului ca foștii deținuți să comită din nou infracțiuni.
- relevanță - capacitatea unei informații sau a unei probe de a aduce contribuții semnificative și utile pentru o cauză sau o chestiune juridică în discuție.
- renunțare - act prin care o persoană cedează un drept al acesteia.
- reproducere, drept de ~ -  drept exclusiv legal de realizare a uneia sau a mai multor cópii ale unei opere originale de creație intelectuală, în orice formă materială, inclusiv realizarea oricărei înregistrări sonore sau vizuale a unei opere, precum și stocarea permanentă a acesteia cu mijloace electronice; vezi și copyright.
- repunere pe rol - fixare a unui termen de judecată privitor la un proces al cărui curs a fost suspendat; vezi și rol.
- rescript - răspuns formal sau o decizie oficială scrisă, de obicei din partea unei autorități superioare, într-un cadru legal, religios sau administrativ.
- responsabilitate individuală - vezi răspundere individuală.
- restitutio in integrum:

- formulă juridică prin care o persoană e repusă în totalitatea drepturilor;
- reparare totală a unor prejudicii materiale sau morale aduse cuiva.
- reședință:

- adresa la care o persoană fizică locuiește temporar, alta decât cea de domiciliu;
-  sediul unei autorități sau al unei persoane oficiale; localitate sau clădire în care se află acest sediu.
- retroactivitate - caracter al unui act juridic (de exemplu o hotărâre judecătorească, o rezoluție) care produce efecte în trecut.
- revendicare - acțiune judecătorească la care are dreptul orice proprietar pentru a i se recunoaște titlul de proprietate.
- revizuire - cale de atac introdusă pentru anularea unei hotărâri judecătorești definitive, ca fiind nelegală în baza unor probe descoperite ulterior.
- revocare:

- desfacere unilaterală a unui act prin manifestarea de voință a persoanei care l-a făcut;
- anulare a unui act juridic în cazurile prevăzute de lege;
- act prin care organul de stat competent hotărăște încetarea calității sale de membru într-un organ ales.
- rezident - (despre cetățenii unui stat stabiliți în alt stat) care își au domiciliul într-un anumit loc.
- reziliere - desfacere a unui contract, în cazul în care una dintre obligațiile reciproce nu a fost executată, menținându-se acele efecte ale contractului care s-au produs până la data desfacerii lui.
- rezoluție:

- rezolvare pe care cel în drept o dă unei cereri, unui act etc.
- desființare retroactivă a unui contract cu executare imediată pentru neexecutarea uneia dintre obligațiile reciproce ale părților;
- semnătură pusă de o persoană oficială pe un document conținând hotărârea luată.
- rol:

- totalitatea litigiilor care urmează a fi rezolvate într-o anumită zi de către un organ de jurisdicție; vezi și: repunere pe rol, scoatere de pe rol;
- registru în care sunt trecuți contribuabilii la percepție.
- Romeo și Julieta, lege (de tip) ~ - reglementări care fac excepții sau ajustări în vârsta consimțământului sexual pentru adolescenți care sunt într-o relație romantică sau sexuală și aceasta pentru a proteja tinerii implicați în astfel de relații.
- rudă - persoană care face parte din aceeași familie cu alte persoane, unite între ele prin legături de sânge sau prin alianță; rudenie

- rudă prin alianță - persoană devenită, prin contractarea unei căsătorii, rudă cu rudele soțului sau ale soției.

## S
- sabotaj – infracțiune care constă în împiedicarea bunului mers al unei activități, în special frânarea desfășurării normale a unui proces de producție.
- salariat – persoană fizică ce încheie un contract de muncă individual cu o persoană fizică sau juridică și se obligă să presteze munca în schimbul unui salariu.
- sancțiune – măsură de constrângere prevăzută de legea penală în cazul adoptării unui comportament prohibit prin norma juridică penală.

- sancțiune aflictivă – sancțiune care reprezintă întotdeauna o suferință pentru cel căruia îi este aplicată.
- sancțiune civilă – vezi sancțiune reparatorie.
- sancțiune coercitivă – sancțiune de drept penal care conduce la o privare sau restrângere de bunuri (viață, libertate, avere etc.).
- sancțiune completivă – vezi sancțiune supletivă.
- sancțiune formală – sancțiune care se referă la încălcarea regulilor procedurale (vezi și nulitate procesuală).
- sancțiune penală - pedeapsă prevăzută de Codul penal.
- sancțiune preventivă – sancțiune care se aplică pentru a preveni săvârșirea unei fapte prevăzute de legea penală prin înlăturarea unei stări de pericol (vezi și măsuri de siguranță).
- sancțiune reparatorie –  sancțiune care constă în repararea pagubei rezultând din infracțiune, fie în natură, fie prin plata unei despăgubiri (sinonim: sancțiune civilă).
- sancțiune represivă – sancțiune penală care se aplică în vederea reprimării unei fapte penale.
- sancțiune supletivă – sancțiune care se aplică fie în completarea pedepsei, fie atunci când pedeapsa nu se poate aplica; de exemplu, măsurile de siguranță sunt sancțiuni supletive (sinonim: sancțiune completivă).

- scoatere de pe rol - măsură prin care un organ de jurisdicție dispune întreruperea îndeplinirii actelor de procedură referitoare la un proces; vezi și rol.
- scris funciar - hârtie de valoare pe care proprietarul de pământ sau de imobile o primește pe baza contractului de ipotecă încheiat cu o banca ipotecară.
- scrisoare recomandată - tip de scrisoare utilizată pentru expedierea de cãtre avocați a acțiunilor către instanțe sau pentru a comunica anumite înscrisuri, când acestea nu sunt depuse prin registratură sau pentru a convoca părțile dintr-un proces de către un expert numit în cauza respectivă, înainte de a face expertiza.
- sechestru asigurător - sechestru ordonat de justiție pentru garantarea intereselor și a drepturilor părților împricinate.
- sediu - clădire sau loc unde își are administrația și unde își desfășoară activitatea o instituție sau o organizație; vezi și reședință.
- semnătură în alb - semnătură pusă pe un act înainte de a fi completat și verificat.
- sentință - hotărâre, decizie a unui tribunal, pronunțată în primă instanță.

- sentință arbitrală - hotărâre prin care tribunalul arbitral se pronunță asupra litigiului cu a cărui soluționare a fost investit.

- separare a bunurilor - regim matrimonial care se caracterizează prin faptul că cei doi soți nu au bunuri comune.
- separarare de fapt - situație în care soții trăiesc separat, fără ca ei să fie divorțați.
- servicii sociale - măsuri în cadrul ajutorului social prin care administrația publică acordă sprijin celor care prin resurse proprii nu-și pot asigura venitul necesar existenței.
- servitute - drept în temeiul căruia proprietarul unui lucru imobil (fond dominant) se poate prevala, împotriva proprietarului unui alt lucru imobil (fond aservit), de anumite sarcini care grevează acest lucru (vezi și drept de servitute).
- sigiliu - pecete de ceară pe care s-a imprimat prin apăsare o ștampilă și care servește la închiderea unui recipient, a unei încăperi etc. pentru a evita deschiderea acestora de către persoane neautorizate.
- simulare - acțiune sau la un act prin care părțile încearcă să ascundă adevărata natură a unei tranzacții sau a unui contract, creând o aparență falsă.
- sistem acuzatorial - model de procedură juridică în care procesul penal este caracterizat de o confruntare directă între acuzare și apărare, sub supravegherea imparțială a unui judecător și în care rolul principal în prezentarea probelor și argumentelor revine părților implicate, iar judecătorul acționează ca un arbitru care asigură respectarea regulilor procedurale și ia o decizie pe baza probelor prezentate.
- sistem juridic - ansamblu de reguli, proceduri și instituții care guvernează comportamentul uman în societate și care sunt utilizate pentru a rezolva conflicte și a asigura respectarea drepturilor și obligațiilor individuale.
- situație juridică:

- statutul unei persoane față de altele pe baza unor reguli de drept;
- proprietatea unui imobil de a fi naționalizat sau de a fi în posesia unei persoane fizice sau juridice, ceea ce poate fi verificat la ANAF sau la Arhivele Naționale.
- societate - grup de persoane care poate funcționa ca persoană juridică, în care caz trebuie să aibă o denumire, statut, sediu și să fie înregistrat la Registrul Comerțului.
- solidaritate -  situație în care mai multe persoane sau entități sunt responsabile împreună pentru aceeași obligație sau datorie.
- somație:

- ordin scris emanat de la o autoritate prin care se ordonă cuiva să execute (sau să înceteze de a executa) o acțiune;
-  act scris care cuprinde un ordin de a executa sau de a înceta o acțiune.
- soț - bărbat care participă în căsătoria sau uniunea civilă.
- soție - partenerul de sex feminin într-o căsătorie sau uniune civilă.
- spălare de bani - introducerea unor sume de bani provenite din infracțiuni în economia legală.
- speță - caz sau proces judiciar care este introdus atunci când două sau mai multe părți au un conflict sau o dispută care necesită soluționare prin intermediul sistemului judiciar.
- stare civilă:

- poziția unei persoane fizice în raport cu familia;
- serviciu în cadrul primăriei unde se întocmesc și se păstrează actele de stare civilă.
- statut -  act sau ansamblu de dispoziții cu caracter oficial, prin care se reglementează scopul, structura și modul de funcționare al unei organizații, societăți pe acțiuni, asociații etc.; prin generalizare, lege, regulament.

- statut personal - totalitatea legilor care se aplică cetățenilor unui stat.
- statut real - totalitatea legilor care se aplică bunurilor aflate pe teritoriul unui stat.

- stipulație - prevedere, clauză, învoială menționată într-un act scris.
- străin:

-  persoană care face parte din populația altei țări decât aceea în care se află sau trăiește;
- persoană) care aparține unei naționalități ce nu formează, în cadrul unui stat, o minoritate națională.
- subsidiaritate - principiul conform căruia, în cazul în care există mai multe instanțe sau autorități care pot soluționa o anumită problemă sau litigiu, aceasta ar trebui să fie rezolvată de către cea mai mică și mai apropiată autoritate, care are competența și resursele necesare pentru a face acest lucru.
- substituire a copilului - infracțiune care constă în înlocuirea copilului născut de o mamă cu cel născut de o altă mamă.
- succesiune:

- faptul de a prelua funcția sau bunurile cuiva prin moștenire; funcție sau bun moștenit de cineva; moștenire;
-  transmiterea drepturilor și obligațiilor unei persoane decedate către moștenitori sau beneficiari.
- succesiune legală - procesul prin care drepturile, bunurile și obligațiile unei persoane decedate sunt transferate conform legii către moștenitorii săi.
- succesiune testamentară - procesul prin care bunurile, drepturile și obligațiile unei persoane decedate sunt transferate în conformitate cu voința exprimată într-un testament sau alt instrument juridic similar.

- sui generis:

- termen care se referă la o interpretare specială și unică a unui caz sau a unei autorități.
- drepturi de proprietate intelectuală, pentru tipurile de lucrări care nu intră sub incidența legislației generale privind drepturile de autor, dar sunt protejate prin statute separate.
- sultă - sumă de bani reprezentând diferența de valoare dintre două lucruri care se schimbă între ele ori între valoarea părții ce i se cuvine unei persoane dintr-o moștenire și valoarea lucrurilor ce i se atribuie cu ocazia împărțirii.
- supralicitație - licitație publică suplimentară, prevăzută de lege în cazul urmăririi silite imobiliare, în vederea obținerii unui preț mai mare decât cel la care s-a adjudecat bunul cu ocazia licitației inițiale.
- suspect - persoană despre care se bănuiește că a comis o infracțiune și care nu poate fi audiată ca martor privind infracțiunea respectivă.
- suspendare a executării pedepsei - măsură care permite oprirea executării pedepsei dacă sunt motive grave medicale, familiale sau sociale.

## T
- taxă de protecție - sumă de bani pe care o percepe, prin șantaj, o bandă de infractori persoanelor cu posibilități materiale sau patronilor de magazine sau localuri publice.
- tentativă - încercarea de a săvârși o infracțiune care din diverse motive a rămas fără rezultat.
- termen:

- interval de timp în care organele judiciare sau persoanele interesate pot să-și exercite drepturile sau obligațiile procesuale;
- data indicată pe citație când părțile trebuie sã se prezinte la proces.
- terț - persoană străină de un act juridic și fără de care actul juridic sau hotărârea pronunțată nu produce efecte.
- testament - act juridic unilateral, revocabil cât timp testatorul este în viață, prin care cineva își exprimă dorințele ce urmează a-i fi împlinite după moarte, mai cu seamă în legătură cu transmiterea averii sale.

- testament autentic - testament întocmit de către un funcționar de stat, cu formalitățile cerute de lege.
- testament de viață - document prin care o persoană își manifestă anticipat dorința de a nu primi un anumit tratament, care ar avea scopul menținerii acesteia în viață.
- testament mistic - vezi testament secret.
- testament olograf - testament scris în întregime, datat și semnat de testator.
- testament secret - testament semnat de testator și prezentat de acesta tribunalului competent, închis sau sigilat și pe a cărui față exterioară judecătorul întocmește un proces-verbal autentic; altă denumire: testament mistic.

- testator - persoană care a întocmit un testament.
- textualism - metodă de interpretare a legii care se concentrează în mod specific pe textul clar al legii în sine, fără a lua în considerare intenția legislativă, istoria legii sau alte surse exterioare.
- titlu de proprietate - act sau fapt juridic pe care se întemeiază dreptul de proprietate al unei persoane asupra unui lucru, contractul de vânzare-cumpărare, de donație, moștenirea, uzucapiunea.
- titlu executor - titlu sau act care îi permite beneficiarului să recurgă la executare silită.
- traducător autorizat - persoană abilitată să efectueze traduceri de acte, de documente oficiale etc.
- traducere autorizată:

- traducere făcută cu asentimentul autorului și aprobată de acesta;
- traducere (de acte, documente oficiale) a cărei conformitate cu originalul este recunoscută de instituțiile statului.
- trafic de copii - trafic de persoane în care victimele sunt copii.
- trafic de influență - infracțiune care constă în primirea ori pretinderea de bani sau alte foloase săvârșită de o persoană care are sau lasă să se creadă că are influență asupra unui funcționar pentru a-l determina să întreprindă a anumită acțiune.
- transcriere - trecere într-un registru special a elementelor esențiale ale unui act juridic privitor la dobândirea, transmiterea sau stingerea unor drepturi reale imobiliare.
- transmisiune - trecere a unui bun, a unui drept de la o persoană la alta.
- tranzacție - convenție prin care părțile urmăresc evitarea ori stingerea unui litigiu existent între ele, făcându-și în acest scop concesii reciproce.

- tranzacție imobiliară - act formal reglementat prin contracte legale și realizat în conformitate cu legislația imobiliară, care implică transferul sau acordarea drepturilor de proprietate, posesie, folosință sau dispoziție asupra unui imobil⁠(d), prin intermediul unor documente autentificate, cum ar fi actele de vânzare-cumpărare, închiriere, schimb sau donație.

- tribunal:

- organ de jurisdicție care rezolvă litigiile dintre persoanele fizice sau dintre acestea și persoanele juridice, precum și unele recursuri (extraordinare);
-  complet care judecă o cauză, un proces.
- Tribunalul Funcției Publice al Uniunii Europene - instanță specializată a UE cu rolul de a prelua o parte din atribuțiile Tribunalului de Primă Instanță și anume cele care conferă competențe în ceea ce privește judecarea disputelor dintre UE și funcționarii săi publici.
- Tribunalul Penal Internațional - vezi Curtea Penală Internațională.

- trimitere în judecată - actul prin care procurorul decide să sesizeze instanța de judecată cu privire la o persoană acuzată de săvârșirea unei infracțiuni, considerând că există suficiente probe pentru a susține acuzațiile în fața unui judecător; reprezintă trecerea de la faza urmăririi penale la faza de judecată în procesul penal.
- tutelă:

- instituție care permite protejarea persoanei și patrimoniului minorului sub 14 ani și a celui ce a fost pus sub interdicție judecătorească;
- autorizație acordată cuiva prin lege de a avea grijă de o persoană lipsită de capacitatea de a acționa independent sau de bunurile acesteia.
- tutore - persoană care reprezintã pe minorul sub 14 ani și pe majorul pus sub interdicție.

## U
- ucidere - vezi omor.
- ultraactivitate a unei legi penale - principiu juridic care se referă la situații în care există o schimbare legislativă între momentul comiterii faptei și momentul judecării acesteia și conform căruia o lege penală care a fost abrogată continuă să se aplice pentru faptele comise înainte de abrogare; vezi și legea penală mai favorabilă.[necesită citare]
- ultraj - infracțiune care constă în insultă, calomnie, amenințare ori alte acte de violență ori de vătămare corporală împotriva unui funcționar aflat în exercițiul funcțiunii.
- urmărire penală - prima etapă a procesului penal în care autoritățile competente, cum ar fi poliția sau procuratura, investighează o infracțiune pentru a aduna probe și a stabili dacă există suficiente dovezi pentru a pune sub acuzare o persoană, cu scopul de a identifica autorii unei infracțiuni, de a stabili circumstanțele în care a avut loc și de a colecta toate probele necesare pentru a putea susține acuzațiile în instanță.
- uz de fals - folosirea unui înscris oficial sau sub semnătură privată, cunoscând că este fals, în vederea producerii unei consecințe juridice.
- uzucapiune - dobândirea dreptului de proprietate asupra unui bun prin posedarea lui o anumită vreme.
- uzufruct - vezi drept de uzufruct.
- uzurpator - persoană care își însușește în mod fraudulos un bun, un drept, o calitate, puterea de stat etc.

## V
- validitate - calitate a unui act juridic de a întruni toate condițiile și de a produce toate efectele prevăzute de lege.
- vătămare corporală - infracțiune care constă în provocarea unei leziuni fizice sau a unei afectări a sănătății unei persoane, având ca rezultat suferință fizică, incapacitate de muncă sau alte consecințe negative asupra integrității fizice sau psihice.
- verbum regens - expresie care arată în ce constă elementul material al unei infracțiuni.
- verdict:

- părere a juraților asupra vinovăției sau nevinovăției acuzatului, pe baza căreia se pronunță hotărârea de către instanța penală;
- hotărâre decisivă a unei autorități care nu admite contraziceri.
- verificare încrucișată - procedură prin care un avocat sau o parte a unei cauze interoghează un martor care a fost deja interogat de către avocatul sau partea adversă, cu scopul testării credibilității de a obține informații suplimentare.
- viager - un drept care îi este recunoscut unei persoane pe tot parcursul vieții, dar care nu se poate transmite la urmași.
- vicii ale consimțământului - fapte care conduc la alterarea consimțământului și deci la nulitatea actului juridic, cum ar fi: eroare, dol, violență, leziune.
- viciu de formă - nerespectare a unei dispoziții de procedură care atrage anularea unui act sau a unei hotărâri judecătorești.
- viciu de procedură - greșeală sau o neregularitate care apare în cadrul procedurii judiciare și care constă în încălcarea sau neaplicarea corectă a normelor de procedură stabilite de lege, norme care pot viza modul de desfășurare a procesului, termenele procedurale, citarea părților, administrarea probelor și alte aspecte procedurale; altă denumire: eroare procedurală.
- vigilantism⁠(d) - practică ce poate apărea atunci când există o lipsă de încredere în capacitatea sau voința sistemului legal de a aplica justiția sau de a rezolva problemele sociale și în care indivizi, numiți vigilanți, acționează în mod independent pentru a aplica legea sau pentru a face dreptate, în mod obișnuit în afara sistemului legal instituționalizat; exemple: linșajul, crima de onoare.
- vinovăție - legătura subiectivă dintre făptuitor și infracțiunea săvârșită, ceea ce permite stabilirea răspunderii penale; se referă la modul în care o persoană a acționat sau a omis să acționeze în cunoștință de cauză, având conștiința că fapta sa este ilicită și că poate produce consecințe negative; sinonim: culpabilitate, vezi și inocență.
- viol - infracțiune care constă în fapta unei persoane de a avea raport sexual cu altă persoană prin constrângerea acesteia sau profitând de imposibilitatea ei de a se apăra sau a-și exprima voința.
- violare de domiciliu - infracțiune care constă în fapta unei persoane de a pătrunde fără drept, într-o locuință, încăpere, dependință, fără consimțământul persoanei care le folosește, sau de a refuza să le părăsească la cererea acesteia.
- violență:

- faptul de a întrebuința forța brutală; constrângere, violentare; siluire; încălcare a ordinii legale;
- orice constrângere a liberei voințe; încălcare a ordinii legale.
- violență sexuală - încercare de a forța o persoană să întrețină acte sexuale prin violență, comentarii sexuale sau avansuri sexuale nedorite, precum și încercări de a afecta sexualitatea unei persoane.